# Agnieszka Radwańska
Ne pas confondre avec Urszula Radwańska, sa sœur cadette également joueuse de tennis.
Agnieszka Radwańska [agɲɛʃka radvaɲska], née le 6 mars 1989 à Cracovie, est une joueuse de tennis polonaise, professionnelle de 2005 à 2018.
Elle est entraînée par Tomasz Wiktorowski, qui a succédé à son père Robert en 2011. Martina Navrátilová s'est brièvement engagée à ses côtés en tant que consultante au début de la saison 2015, avant que leur collaboration ne connaisse finalement une fin anticipée à la suite du tournoi de Stuttgart.
Sa sœur cadette Urszula, est également joueuse de tennis ; par ailleurs, les sœurs Radwańska sont à ce jour les seules sœurs à avoir toutes deux atteint le rang de no 1 mondiale en junior.
En novembre 2018, elle décide de mettre fin à sa carrière professionnelle après 13 ans sur le circuit. Les blessures à répétition l'empêchent de s'entraîner à haut niveau mais elle assure ne pas abandonner le tennis. Elle est la première joueuse de tennis polonaise à gagner plus d'un million de dollars sur le court.

## Style de jeu
Son coup préféré est le coup droit et ses surfaces de prédilection sont le dur et le gazon. Outre une belle qualité de frappe, elle se distingue par une grande intelligence de jeu. Très mobile, elle anticipe parfaitement les coups adverses, joue avec relâchement et variation, et construit brillamment ses points en partant directement le long de la ligne à la manière d'une certaine Martina Hingis. Un de ses enchaînements favoris est l'amorti suivi d'un lob. Alors que son manque global de puissance lui est souvent reproché, la Polonaise est cependant tout à fait capable de coups d'éclats en coup droit comme en revers, et son jeu demeure redoutable lorsqu'il est agressif de même que son premier service, varié et bien amélioré par rapport à ses débuts, qui lui permet de remporter facilement des points sur son engagement. En revanche, son second service reste trop friable et la met régulièrement en danger dès lors que son adversaire parvient à l'exploiter.

## Carrière tennistique
Agnieszka Radwańska a commencé à jouer au tennis à l’âge de cinq ans en Allemagne.

### Junior
Elle remporte le tournoi junior de Wimbledon en 2005 (victoire en finale contre Tamira Paszek) ainsi que l'édition 2006 du tournoi junior des internationaux de France de tennis (contre Anastasia Pavlyuchenkova en finale). Elle atteint la 1re place du classement junior ITF le 26 juin 2006.

### Sur le circuit WTA
Elle fait sa première apparition dans un tournoi ITF en 2004 où elle franchit deux tours. En 2005, toujours sur le circuit ITF, elle remporte le tournoi de Varsovie et atteint la finale à Gdynia, à Minsk et à Prague à 16 ans. Agnieszka est également victorieuse en double à deux reprises en compagnie de sa sœur Urszula alors âgée de 14 ans.

#### En 2006
En 2006, elle est sélectionnée en Fed Cup en compagnie de sa sœur et gagne l’ensemble de ses matchs. Elle obtient une wild card pour son premier tournoi WTA à Varsovie. Elle y atteint les quarts de finale en écartant la numéro 12 mondiale Anastasia Myskina alors qu’elle n’avait jamais battu une joueuse top 100 auparavant. Elle cède contre Elena Dementieva classée au 9e rang, après avoir remporté le premier set. Agnieszka glane le titre junior à Roland-Garros.
Forte de ses performances et de son titre en junior l'année passée, elle obtient une wild card pour le grand tableau du tournoi de Wimbledon. Son formidable parcours ne sera arrêté qu'au quatrième tour où elle s'incline logiquement face à la numéro 2 mondiale Kim Clijsters en 1/8 de finale, après avoir vaincu Victoria Azarenka, Tsvetana Pironkova et Tamarine Tanasugarn.
Malgré un été décevant, Agnieszka ne baisse pas les bras et renoue avec le succès en passant un tour à l'US Open après s'être extirpée des qualifications. Mais elle n’en reste pas là. Elle signe une performance de choix en se qualifiant pour la première fois dans une demi-finale d'un tournoi WTA (Tier II), à Luxembourg en ayant sauvé quatre balles de match contre Mara Santangelo au premier tour. Elle écœure Venus Williams en méforme (elle la bat en deux sets, 6-3 6-0) puis élimine pour la première fois une joueuse du top 10, Elena Dementieva. C’est Francesca Schiavone qui lui barre la route de la finale en trois sets. Sa brillante année lui vaut le titre de Newcomer of the year 2006 par la WTA.

#### En 2007
En 2007, elle remporte son premier titre en simple au tournoi de Stockholm et en double à Istanbul associée à sa sœur Urszula. Elle obtient une victoire de prestige à Miami contre Martina Hingis. Appelée en Fed Cup avec Urszula, elle gagne tous les matchs en simple mais échoue dans le double décisif contre les sœurs Bondarenko. Une victoire aurait mené la Pologne en seconde division. À l'US Open, elle atteint les 1/8 de finale en battant au troisième tour Maria Sharapova (6-4, 1-6, 6-2). Ses résultats constants lui permettent de faire partie des 30 meilleures joueuses du monde à la fin de l’année.

#### En 2008

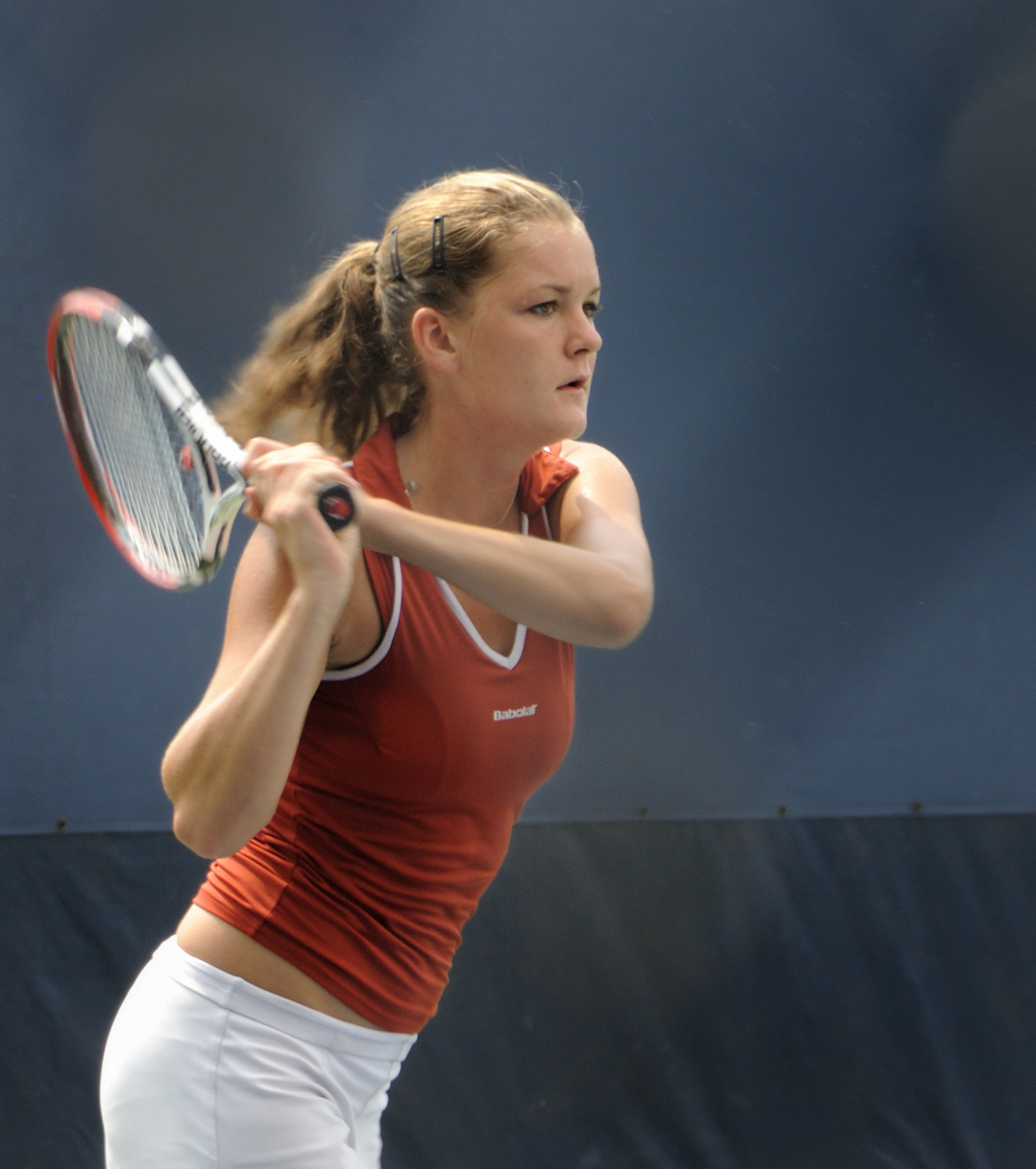
Agnieszka Radwańska à l'US Open 2008.

L’Open d'Australie 2008 la voit accéder aux quarts de finale à l'issue d'un parcours remarquable. Elle bat notamment la numéro 2 mondiale Svetlana Kuznetsova (6-3, 6-4) puis Nadia Petrova (1-6, 7-5, 6-0) avant de céder contre une Daniela Hantuchová très en forme (6-2, 6-2). La campagne de Fed Cup échoue une nouvelle fois dans l'antichambre de la seconde division mondiale. Elle perd étonnement contre Sorana Cîrstea et plus logiquement contre Jelena Janković, défaites qu'elle justifie en voulant privilégier le tournoi de Pattaya qui a lieu la semaine suivante. Bien lui en a pris puisqu'elle le remporte en qualité de tête de série 1 sans toutefois rencontrer d’adversaires du top 50. La Polonaise n'en reste pas là et profite d'un tableau relativement clément pour se hisser en demi-finale du Tier I de Doha. Maria Sharapova prend alors sa revanche de US Open en l'éliminant en deux sets. Membre avéré du top 20, elle remporte son troisième titre à l'occasion de l'ultime tournoi de préparation sur terre battue à Istanbul en écartant Elena Dementieva en deux manches. Elle récidive lors du tournoi d'Eastbourne sur gazon en battant une nouvelle russe en finale, Nadia Petrova, gagnant à ce jour son plus grand titre.
À l'édition 2008 de l'US Open, Agnieszka Radwańska confirme sa régularité en parvenant jusqu'au 4e tour où elle est battue par Venus Williams ; elle rejoint également les quarts de finale de l'Open de Tokyo (Tier I) mais achève son avancée sur une défaite face à Nadia Petrova, qu'elle rencontrait pour la troisième fois depuis le début de la saison. Elle subit par la suite trois échecs en se voyant éliminée dès le 1er tour de l'Open de Chine par la Chinoise Zheng Jie, puis à Stuttgart, où Victoria Azarenka la stoppe au 2e tour.
Elle achève néanmoins sa saison 2008 en parvenant jusqu'aux demi-finales du Tournoi de Linz (Tier II) après être sortie victorieuse de ses deux premiers matchs face à Kaia Kanepi puis Nadia Petrova et auquel elle participe en qualité de tête de série no 3; elle y est battue par Ana Ivanović, tête de série no 1, sur le score de 2-6 6-3 5-7.
Ses bonnes performances durant la saison lui permettent d'occuper le poste de 1re remplaçante aux Masters de tennis féminin à Doha auxquels elle participe à la suite du forfait d'Ana Ivanović qui avait déjà joué deux matchs; Agnieszka Radwańska joue donc un seul match, face à Svetlana Kuznetsova, qu'elle remporte 6-2 7-5. Cette victoire lui permet de figurer au 3e rang de son groupe à l'issue de la phase de poules, son entrée en compétition tardive lui fermant les portes des demi-finales.
Elle termine sa saison 2008 au rang de 10e joueuse mondiale, au cours de laquelle elle aura ajouté trois titres à son palmarès.

#### En 2009
Agnieszka Radwańska entame sa saison 2009 de la WTA par le tournoi de Sydney (Premier), où elle parvient en quarts de finale en battant notamment Daniela Hantuchová au 2e tour, mais sa défaite face à Elena Dementieva (2-6, 7-5, 4-6) ne lui permet pas d'accéder aux demi-finales. Elle s'incline ensuite dès le 1er tour face à l'Ukrainienne Kateryna Bondarenko à l'Open d'Australie, tournoi au terme duquel elle gagne toutefois une place au classement WTA et devient no 9 mondiale à la suite du forfait de Maria Sharapova, vainqueur en 2008.
En février, participant à l'Open GDF Suez, elle bat la jeune Alisa Kleybanova au 2e tour à l'issue d'un match éprouvant. Mais, blessée à la cuisse et grippée, elle est ensuite sèchement battue par une impressionnante Amélie Mauresmo en quart de finale sur le score de 2-6, 0-6. La semaine suivante, sa jeune sœur Urszula a raison d'elle à l'issue de leur première confrontation sur le circuit WTA à Dubaï dès le 1er tour ; elle atteint néanmoins la finale du tournoi en double avec sa partenaire Maria Kirilenko, où elles sont battues par la paire Cara Black/Liezel Huber. En mars, Agnieszka Radwańska participe à la première édition de l'Open de Monterrey au Mexique en qualité de tête de série no 1 ; elle hérite cependant d'un 1er tour difficile face à la Chinoise Li Na, qui remporte le match sur le score de 7-6, 4-6, 6-0.
Elle semble toutefois retrouver ses dispositions à Indian Wells en accédant aux quarts de finale après avoir battu Samantha Stosur, Aleksandra Wozniak et Ágnes Szávay ; sa route y est alors barrée par la jeune Russe Anastasia Pavlyuchenkova (7-6, 6-4). Ce parcours ne suffira néanmoins pas à la maintenir à la 10e place du classement de la WTA ; elle sort ainsi du top 10 près de neuf mois après y être entrée, période au cours de laquelle elle n'en sera jamais sortie.
La semaine suivante, elle se hisse en huitième de finale de l'Open de Miami où elle est confrontée à Venus Williams ; elle cède la victoire à l'Américaine, non sans avoir remporté le premier set de la rencontre, sur le score de 6-4, 1-6, 4-6.
Sélectionnée en Fed Cup pour jouer les barrages du Groupe Mondial II avec l'équipe polonaise, elle remporte ses deux matchs face à Akiko Morigami et Ai Sugiyama, contribuant ainsi à la promotion de la Pologne dans ce groupe pour la première fois depuis la réorganisation de la Coupe en 1995.
Agnieszka Radwańska atteint par la suite successivement les quarts de finale de Stuttgart puis de Rome, où elle bat notamment au 3e tour la Serbe Ana Ivanović (6-1, 3-6, 6-4).

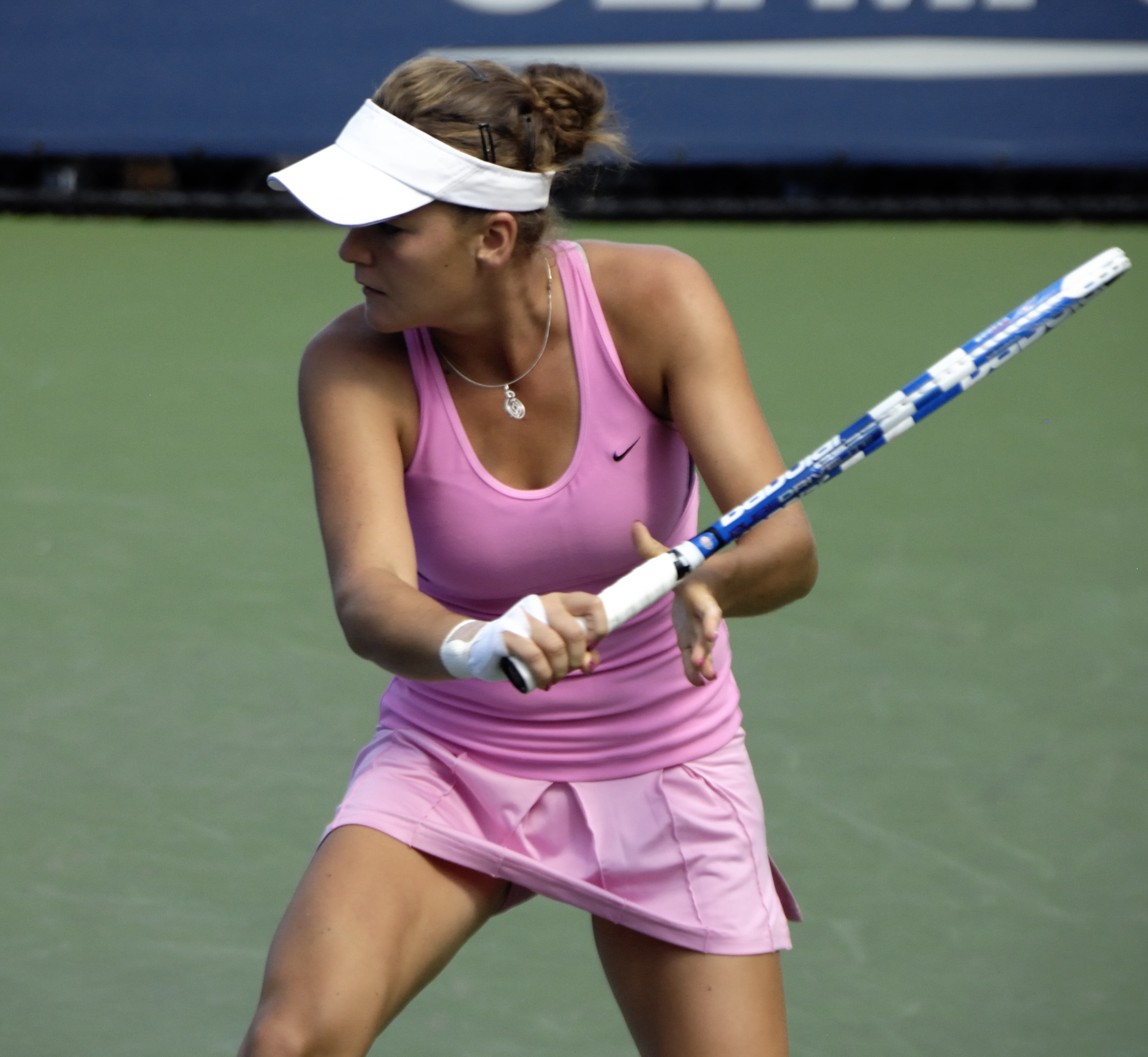
Agnieszka Radwańska à l'US Open 2009.

À Roland-Garros, la Polonaise rallie les huitièmes de finale où elle est vaincue par la gagnante du tournoi, Svetlana Kuznetsova (4-6, 6-1, 1-6) ; elle y réalise en outre sa meilleure performance en double en Grand Chelem en se qualifiant pour les quarts de finale en compagnie de sa sœur Urszula.
Quelques semaines plus tard, la jeune joueuse réitère sa performance de l'an passé à Wimbledon en se hissant une nouvelle fois en quart de finale, en venant à bout notamment de la Chinoise Li Na au troisième tour. C'est Venus Williams, la tenante du titre, qui lui ferme les portes des demi-finales (6-1, 6-2).
Lors des tournois préparatoires à l'US Open, Agnieszka Radwańska est l'auteure de parcours relativement bons, avec notamment un quart de finale à Toronto. Blessée au poignet, elle s'incline cependant au 2e tour du tournoi américain du Grand Chelem, battue par Maria Kirilenko. Par la suite, l'Open de Tokyo en octobre la voit accéder à sa première demi-finale de la saison où elle est battue par Maria Sharapova (3-6, 6-2, 4-6) ; elle avait jusque-là essuyé neuf échecs en quarts de finale depuis le mois de janvier. Continuant dans sa lancée, elle réalise la semaine suivante sa meilleure performance de la saison en atteignant la finale du tournoi de Pékin, l'un des plus importants de l'année (Premier Mandatory), en battant notamment Elena Dementieva et Marion Bartoli avant d'échouer face à Svetlana Kuznetsova (2-6, 4-6) ; elle retrouve grâce à son parcours le 10e rang mondial, mais doit se contenter d'une place de seconde remplaçante aux Masters de fin d'année. Elle y participe cependant à la suite des forfaits de Dinara Safina puis de Vera Zvonareva, mais sa participation est, comme l'année précédente, sans enjeu puisqu'elle ne joue qu'un seul match qu'elle remporte face à la Biélorusse Victoria Azarenka (4-6, 7-5, 4-1, ab).

#### En 2010
Pour commencer sa saison 2010, Agnieszka Radwańska s'aligne au tournoi de Sydney où, en raison d'un tableau très relevé, elle ne bénéficie pas du statut de tête de série malgré son classement (10e). Après une victoire sur Jill Craybas, elle inquiète la numéro 2 mondiale Dinara Safina en menant 5-0 au premier set, avant de s'incliner 5-7, 4-6.

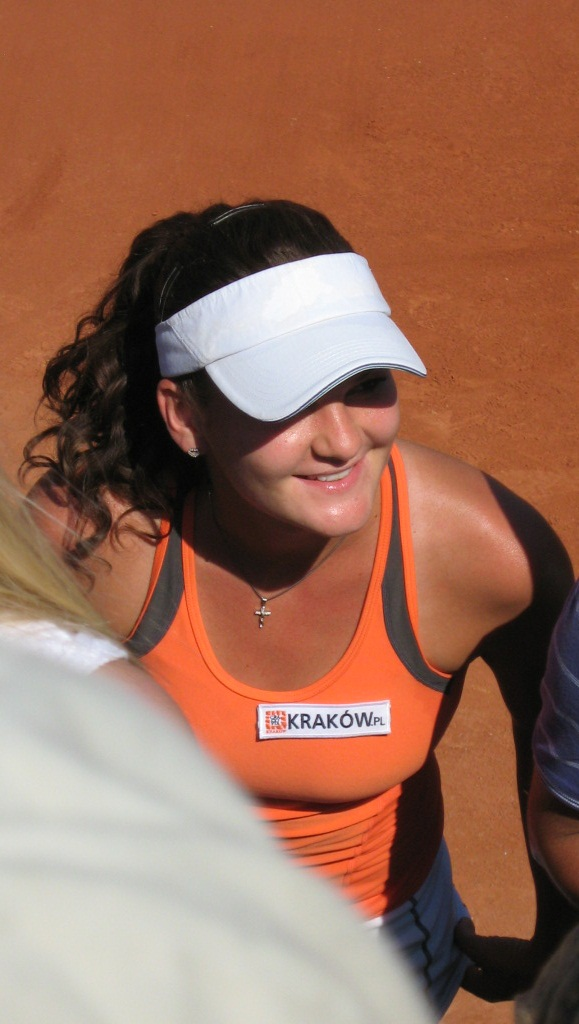
Roland-Garros 2010.

Lors du premier Grand Chelem de l'année où elle est tête de série no 10, elle passe les deux premiers tours avec succès en ne perdant que trois jeux ; elle échoue cependant au 3e tour face à l'Italienne Francesca Schiavone qui l'avait déjà battue à trois reprises par le passé. En double, son association avec Maria Kirilenko est davantage fructueuse : l'équipe atteint les demi-finales du tournoi, où elle est battue en trois sets par les no 1 mondiales, Cara Black et Liezel Huber. À l'issue de l'Open d'Australie, la Polonaise atteint son meilleur classement en double (32e).
Par la suite, elle atteint les demi-finales de l'Open de Dubaï ainsi que celles de l'Open d'Indian Wells, où ses amies Victoria Azarenka et Caroline Wozniacki mettent respectivement fin à son parcours dans ces deux tournois, après que la Polonaise s'est imposée face à Elena Dementieva en quart de finale du tournoi californien. Au 22 février, elle figure pour la première fois au 8e rang mondial du classement WTA. Agnieszka Radwańska poursuit son bon début de saison à Miami, où elle est éliminée en quart de finale par l'Américaine Venus Williams, comme l'année précédente ; elle continue en outre de jouer en double aux côtés de Maria Kirilenko, non sans succès.
La Polonaise lance sa saison sur terre battue avec relativement peu de succès, puisqu'elle se fait éliminer dès ses seconds matchs dans les tournois successifs de Stuttgart, Rome et Madrid, respectivement par Shahar Peer, Lucie Šafářová et Patty Schnyder ; elle atteint néanmoins les quarts de finale du tournoi madrilène en double aux côtés de Maria Kirilenko. La semaine précédant Roland-Garros, elle refuse par ailleurs de participer à l'Open de Varsovie, pourtant seule compétition WTA se déroulant dans son pays d'origine, car étant en conflit avec la direction du tournoi. Elle échoue à Roland-Garros au 2e tour face à Yaroslava Shvedova.
Éliminée au premier tour du tournoi d'Eastbourne, Agnieszka Radwańska rallie en revanche les huitièmes de finale à Wimbledon, où elle échoue face à la Chinoise Li Na. De retour sur le circuit à Stanford après quelques semaines de pause, elle y atteint sa troisième demi-finale de la saison, mais Maria Sharapova lui barre la route de la finale, alors que la Polonaise avait très aisément remporté le premier set de la rencontre (6-1, 2-6, 2-6). Qu'importe cette défaite, elle atteint la semaine suivante la finale du tournoi de San Diego en ayant pour cela produit un excellent tennis ; elle y est battue par la Russe Svetlana Kuznetsova au terme d'un match de très bonne qualité.
Mais le succès n'est plus au rendez-vous par la suite : plusieurs éliminations prématurées la font retomber dans une relative mauvaise passe, notamment à Montréal et surtout à l'US Open, où elle est défaite au deuxième tour par la Chinoise Peng Shuai. Touchée par une fracture de fatigue au pied, elle ne parvient pas à réitérer son excellente fin de saison 2009 en échouant en quart de finale à Tokyo puis dès le premier tour à Pékin. Finalement, cette même blessure l'oblige à mettre un terme prématuré à sa saison, et à un repos de trois mois.

#### En 2011

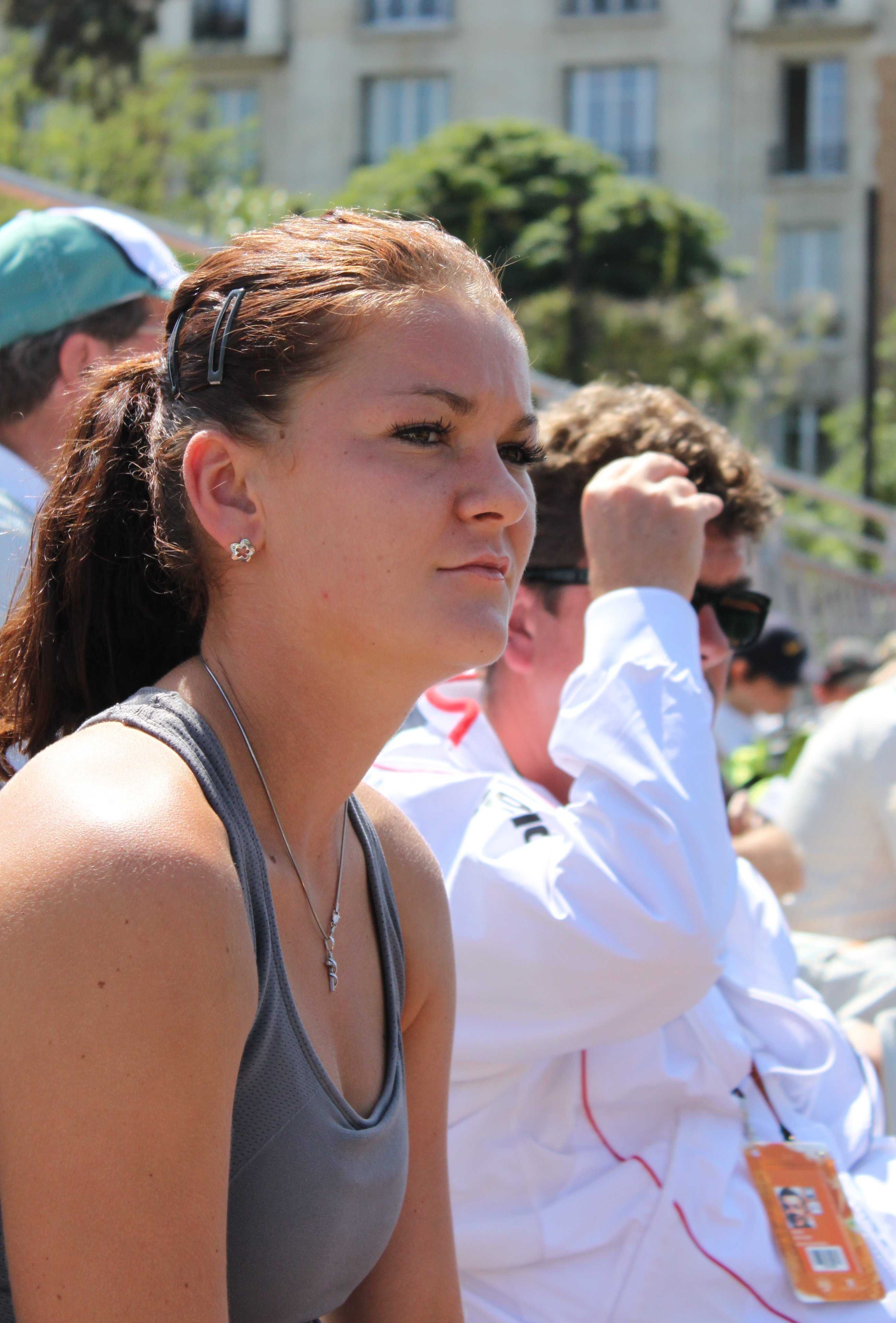
Roland-Garros 2011

Alors que sa blessure au pied contractée en fin de saison 2010 semblait contre-indiquer un retour sur les courts dès janvier, la Polonaise, estimant s'en être suffisamment rétablie, décide au dernier moment de confirmer sa participation à l'Open d'Australie. Sans préparation préalable, elle y atteint les quarts de finale à la surprise générale et pour la première fois depuis 2008, où elle est battue par la future vainqueur du tournoi, Kim Clijsters ; cette performance lui permet de réintégrer le top 10 en février. Elle confirme sa bonne forme en se hissant également en quarts de finale à Dubaï, avant d'entamer une légère chute au classement en ne parvenant pas à défendre ses points acquis à Indian Wells l'année précédente, malgré quatre balles de match finalement non concrétisées face à Victoria Azarenka en huitièmes de finale. En revanche, elle y atteint les demi-finales en double aux côtés de Daniela Hantuchová, avec qui elle remporte la semaine suivante le tournoi de Miami après en avoir été éliminée en quart de finale en simple.
Agnieszka Radwańska réalise par la suite une saison de terre battue meilleure que l'année précédente, en atteignant les demi-finales du tournoi de Stuttgart et les huitièmes de finale de Roland-Garros. Elle y montre surtout des progrès au service, qui font d'elle la 7e serveuse du tournoi parisien avec 11 aces réalisés en quatre matchs. À Wimbledon, elle est surprise par Petra Cetkovská au deuxième tour en trois manches, n'atteignant pas ainsi le troisième tour dans ce tournoi du Grand Chelem pour la première fois de sa carrière.
Après une pause de trois semaines et le début d'une collaboration avec un nouvel entraineur, Tomasz Wiktorowski, la Polonaise fait son retour sur les courts à Stanford et s'y incline en quart de finale face à Sabine Lisicki, mais remporte quelques jours plus tard son cinquième titre en carrière au tournoi de Carlsbad (ex-San Diego) au terme d'une excellente semaine et de victoires sur Daniela Hantuchová, Andrea Petkovic puis Vera Zvonareva, no 3 mondiale, en finale. Sur sa lancée, et malgré des douleurs à l'épaule droite, elle rallie les demi-finales à Toronto en battant à nouveau Vera Zvonareva en huitièmes, avant de céder face à Samantha Stosur (2-6, 7-5, 2-6). Sa bonne dynamique est néanmoins interrompue à l'US Open où son amie Angelique Kerber la défait en trois manches au deuxième tour seulement. Avec Daniela Hantuchová, elle y atteint en revanche les demi-finales en double.

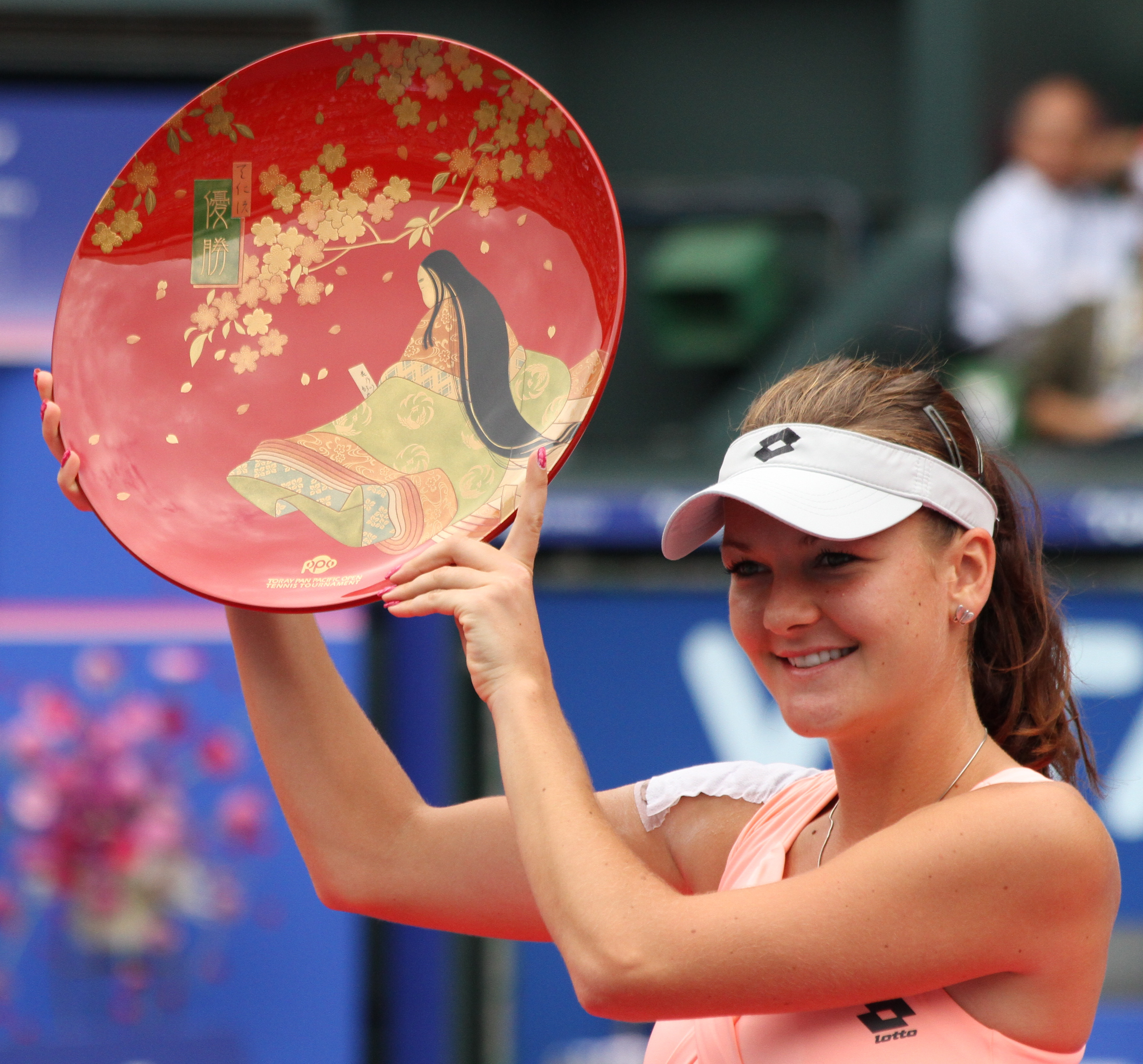
Tokyo

À la fin du mois de septembre, Agnieszka Radwańska entame la saison asiatique de la meilleure des manières puisqu'elle remporte le tournoi de Tokyo en battant notamment Jelena Janković puis Victoria Azarenka en demi-finale avant de décrocher le titre une nouvelle fois face à Vera Zvonareva en finale. Elle réalise ensuite un doublé de choix puisqu'elle triomphe à Pékin la semaine suivante après des victoires sur Zheng Jie, Ana Ivanović, Flavia Pennetta et Andrea Petkovic pour s'adjuger le septième titre de sa carrière, le plus important jusqu'alors et son troisième de la saison; ce gros titre lui permet de réintégrer le top 10 pour y passer sa 90e semaine en carrière dès le lendemain, et la laisse favorite pour la dernière place qualificative des Masters de fin de saison qu'elle obtient définitivement à la suite du forfait de Marion Bartoli en quarts de finale du tournoi de Moscou.
Pour sa première participation à part entière à une édition de Masters à Istanbul, Agnieszka Radwańska rate de peu une qualification pour les demi-finales : avec deux défaites face à Caroline Wozniacki puis Petra Kvitová mais une victoire glanée sur Vera Zvonareva (en ayant sauvé trois balles de match), la Polonaise ne se classe que 3e de sa poule en raison d'un ratio de jeux remportés légèrement inférieur à celui de la Russe. Agnieszka Radwańska achève néanmoins sa saison à ses meilleurs classements de simple comme de double, respectivement aux 8e et 16e places mondiales.

#### En 2012
La Polonaise entame sa saison à Sydney, où elle se voit obligée de jouer dès le premier tour contre sa sœur Urszula. En quart de finale, elle bat pour la première fois une no 1 mondiale en exercice en s'octroyant la victoire face à son amie Caroline Wozniacki (3-6, 7-5, 6-2), mais elle s'incline en demi-finale face à Victoria Azarenka en trois manches. Quelques jours plus tard et malgré un premier tour difficile face à Bethanie Mattek-Sands, son parcours à l'Open d'Australie s'achève en quart de finale où elle est une nouvelle fois vaincue par Victoria Azarenka, future gagnante du tournoi.
Les semaines suivantes sont marquées par la poursuite d'un succès certain. En Fed Cup, Agnieszka Radwańska remporte tous ses matchs de simple mais son équipe échoue aux portes des barrages du groupe mondial II. La jeune Polonaise atteint par la suite les demi-finales d'un tournoi WTA pour la deuxième fois de la saison à Doha, où elle essuie une nouvelle défaite face à Victoria Azarenka, à la suite de laquelle elle critiquera une attitude douteuse chez son adversaire qui, selon elle, aurait exagéré l'impact d'une chute survenue pendant leur match. Cela ne l'empêche pas de poursuivre sur sa lancée et de remporter son huitième titre à Dubaï en battant notamment Sabine Lisicki, Jelena Janković puis Julia Görges en finale ; cette victoire lui permet d'intégrer le top 5 mondial pour la première fois de sa carrière.

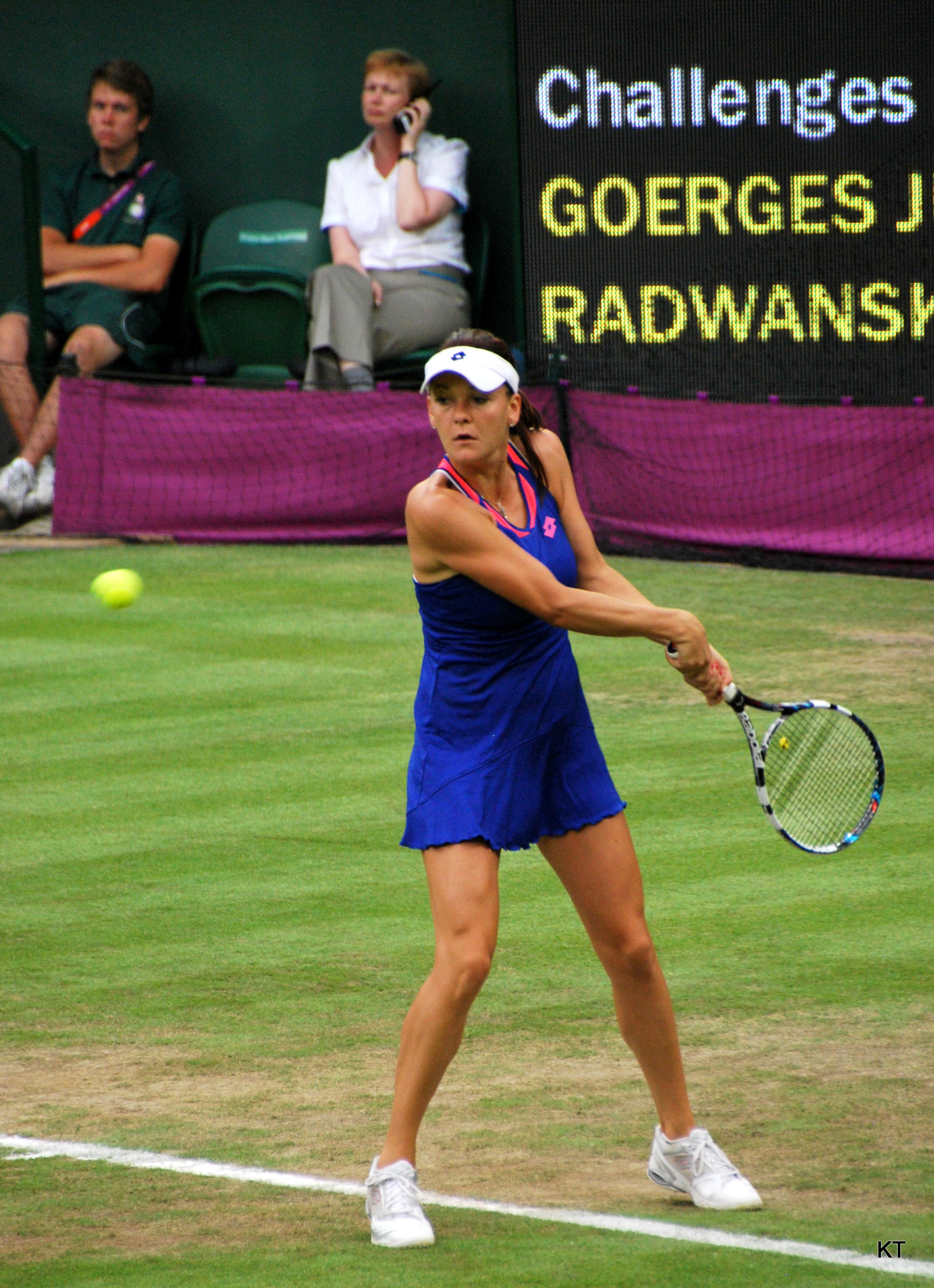
Jeux olympiques de Londres

Deux semaines plus tard, à Indian Wells, elle échoue de nouveau en quarts de finale face à Victoria Azarenka sur le score de 6-0, 6-2. Cette performance lui fait monter d'une place au classement WTA. Elle continue la tournée américaine avec le tournoi de catégorie Premier Mandatory, l'Open de Miami. Elle signe là le 9e titre de sa carrière, en battant Maria Sharapova en finale (7-5, 6-4). Cela lui permet de se rapprocher du top 3 mondial.
En juillet 2012, après avoir écarté Angelique Kerber au terme de sa première demi-finale dans un tournoi majeur, Agnieszka Radwańska se qualifie pour sa première finale de Grand Chelem qu'elle perd contre Serena Williams à Wimbledon (6-1, 5-7, 6-2). Une victoire lui aurait permis de devenir no 1 mondiale, mais elle atteint alors toutefois pour la première fois la deuxième place du classement WTA.
Qualifiée pour les Jeux olympiques de Londres en simple, ainsi qu'en double avec sa sœur Urszula, Agnieszka Radwańska est désignée porte-drapeau de la délégation polonaise; elle s'incline néanmoins dès le premier tour face à Julia Görges.
La Polonaise connait ensuite une saison estivale en demi-teinte. Touchée à l'épaule d'une blessure récurrente, elle atteint néanmoins les quarts de finale à Montréal puis à Cincinnati, où elle est à chaque fois battue par Li Na sur des scores sans appel. À l'US Open, elle parvient à rallier les huitièmes de finale pour la première fois depuis 2008 mais l'Italienne Roberta Vinci met fin à son parcours.
Après une pause de quelques semaines, Agnieszka Radwańska atteint à nouveau la finale du tournoi de Tokyo après une nouvelle victoire convaincante sur Angelique Kerber, mais cède son titre face à Nadia Petrova (6-0 1-6 6-3). La semaine suivante, elle ne parvient pas à défendre son trophée de Pékin acquis la saison précédente et s'incline en quarts de finale face à la Chinoise Li Na.
Qualifiée pour les Masters, Agnieszka Radwańska manque de peu une victoire sur Maria Sharapova dans les phases de poules (7-5 5-7 5-7) mais bat la tenante du titre Petra Kvitová en deux manches, ainsi que l'Italienne Sara Errani au terme d'une rencontre très disputée de près de trois heures et demie, la plus longue des rencontres au meilleur des trois manches jamais jouées dans ce tournoi. Pour la première fois de sa carrière, elle décroche sa place en demi-finale des Masters mais s'incline lourdement face à Serena Williams.

#### En 2013

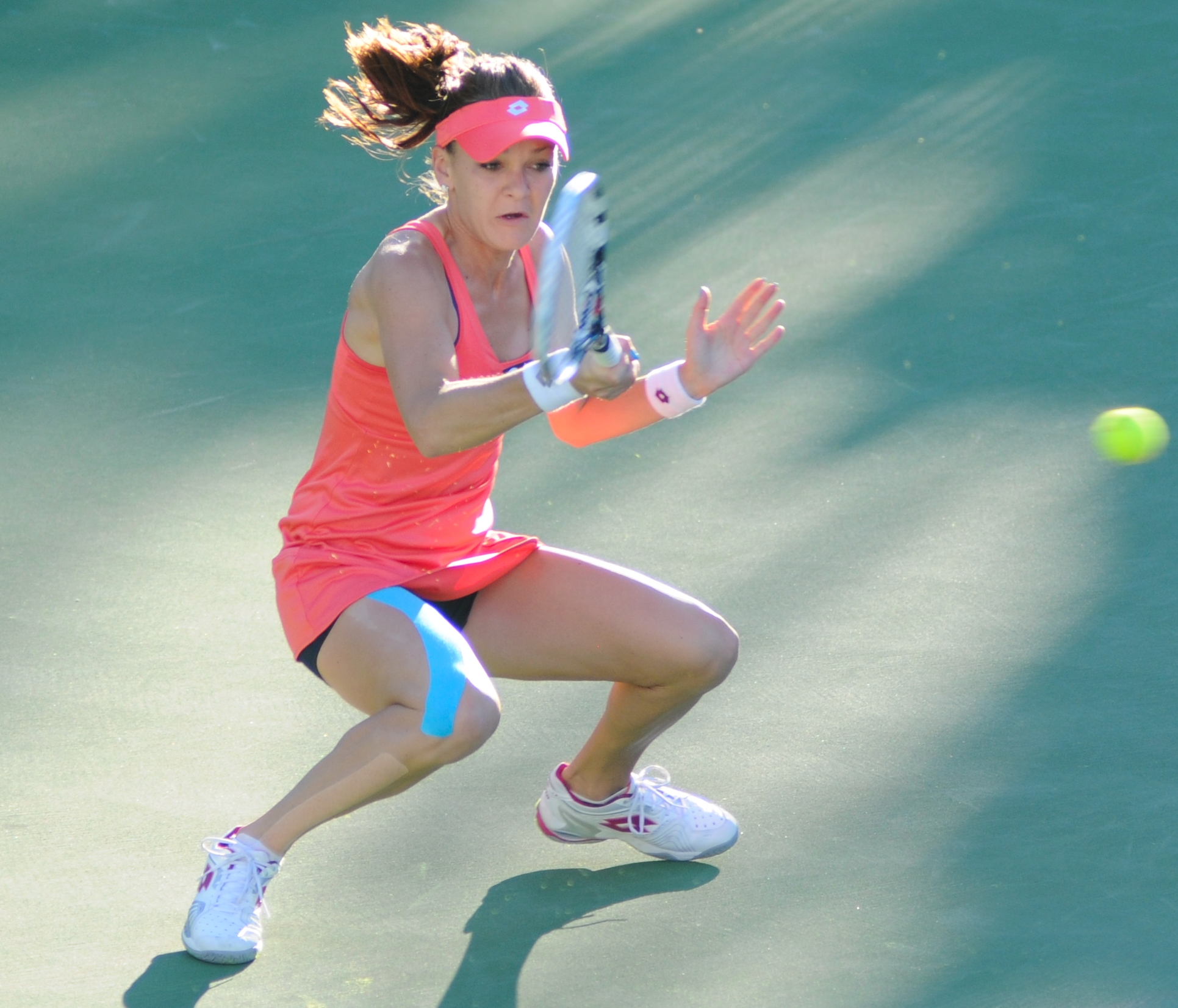
Agnieszka Radwańska à Indian Wells 2013

Dès l'entame du calendrier WTA, Agnieszka Radwańska remporte le tournoi d'Auckland face à Yanina Wickmayer puis celui de Sydney face à Dominika Cibulková, après avoir vaincu Li Na en demi-finale. Elle conclut ces deux premières semaines en totalisant neuf victoires d'affilée sans aucune manche concédée, réalisant ainsi le meilleur début de saison de sa carrière.
Pour le premier tournoi du Grand Chelem de l'année, l'Open d'Australie, Radwańska commence par une victoire contre la Wild Card Bojana Bobusic et ne perd aucun set jusqu'en quart de finale, où elle rencontre à nouveau Li Na, mais la Chinoise prend finalement sa revanche pour s'imposer 7-5, 6-3.
La Polonaise continue sa saison sur dur à l'Open de Doha. Elle remporte son deuxième tour, puis se défait de la Serbe Ana Ivanović. En quart, elle s'impose face à l'ancienne numéro 1 mondiale Caroline Wozniacki puis s'incline contre la tenante du titre Victoria Azarenka en demi-finale.
La semaine suivante, à Dubaï, Radwańska est battue en quart de finale par la Tchèque Petra Kvitová.
À Indian Wells, elle atteint les huitièmes de finale où elle perd contre la Russe Maria Kirilenko (6-1, 4-6, 7-5).
Au tournoi de Miami, la Polonaise, tenante du titre, s'incline en demi-finale, où elle ne peut rien contre la numéro 1 mondiale Serena Williams, qui s'impose facilement 6-0, 6-3.
Pour son premier tournoi sur terre battue de la saison, la Polonaise joue l'Open de Madrid. Pour son entrée en lice, elle bat Tsvetana Pironkova, mais s'incline au deuxième tour contre l'espoir britannique Laura Robson (6-3, 6-1).
La semaine d'après, à Rome, la Polonaise s'incline dès le deuxième tour contre la Roumaine Simona Halep.
Deux semaines plus tard, Radwańska joue les Internationaux de France de tennis. Après trois premiers tours vite expédiés, elle affronte en huitièmes de finale, pour la troisième fois de la saison, la Serbe Ana Ivanović, contre qui elle s'impose 6-2, 6-4. En quart de finale, elle se mesure à la finaliste en titre, l'Italienne Sara Errani, qui s'impose 6-4, 7-66.
Pour préparer Wimbledon, la Polonaise joue comme l'année précédente le tournoi d'Eastbourne, et comme l'année précédente, elle est battue au premier tour, par Jamie Hampton.
Au tournoi de Wimbledon, où Radwańska est finaliste en titre, elle commence son tournoi par une victoire expéditive contre l'Autrichienne Yvonne Meusburger (6-1, 6-1) et s'impose au deuxième tour contre la Française Mathilde Johansson. Elle bat au troisième tour assez difficilement l'Américaine Madison Keys et en huitième de finale la Bulgare Tsvetana Pironkova. En quarts, dans un match très serré, la Polonaise s'en sort en trois sets face à Li Na et s'offre sa deuxième demi-finale en deux ans. Contre Sabine Lisicki en demie, dans un match marathon, l'Allemande s'impose finalement et prive la Polonaise de finale au tournoi londonien.
Au tournoi de Stanford, en tant que tête de série numéro 1, la Polonaise bat au premier tour Francesca Schiavone (6-4, 6-3), puis se défait de Varvara Lepchenko (7-62, 3-6, 6-3), et accède en finale en battant Jamie Hampton (6-3, 6-2). En finale, elle est opposée à Dominika Cibulková, qui s'empare du titre aux dépens de la Polonaise.
La semaine suivante, Agnieszka enchaîne avec Carlsbad et, après un premier tour bien négocié contre Daniela Hantuchova (6-3, 6-3), elle est défaite par l'Australienne Samantha Stosur en trois sets.
Au tournoi de Toronto, elle passe le deuxième tour et les 1/8es facilement respectivement contre Yanina Wickmayer et Sloane Stephens, puis bat Sara Errani (7-61, 7-5) pour défier en demi-finale Serena Williams. Après une belle bataille, l'Américaine sort finalement victorieuse en deux sets (7-63, 6-4).
La semaine suivante, dernier tournoi de préparation avant l'US Open, au tournoi de Cincinnati, la Polonaise passe facilement le deuxième tour. En huitièmes, elle bat facilement Elena Vesnina (6-0, 6-2). En 1/4 de finale, alors qu'elle devait affronter Li Na, la Polonaise, endeuillée du décès de son grand-père, déclare forfait.
À l'US Open, Radwańska est opposée au premier tour à l'Espagnole Silvia Soler-Espinosa : elle s'impose 6-1, 6-4. Au tour suivant, la Polonaise gagne contre María Teresa Torró Flor 6-0, 7-5. Au troisième tour, elle affronte la Russe Anastasia Pavlyuchenkova et gagne son match difficilement 6-4, 7-61.
En huitième de finale, la Polonaise affronte la redoutable Ekaterina Makarova, contre qui elle s'incline une fois de plus en huitième de finale à New-York, battue 6-4, 6-4.
Deux semaines plus tard, Radwańska joue l'Open de Séoul pour le début de la tournée asiatique. Elle gagne facilement au premier tour, puis gagne en deux sets au second (6-2, 6-1). Elle joue la Russe Vera Dushevina en quarts, et elle gagne en deux sets maîtrisés (6-2, 6-0) et se qualifie pour sa huitième demi-finale de l'année. Elle gagne tranquillement sa demie contre l'Espagnole Lara Arruabarrena (6-0, 6-2). En finale, elle retrouve Anastasia Pavlyuchenkova qu'elle avait battu au troisième tour de l'US Open. Après avoir perdu le premier set, la Polonaise fait la différence et s'impose 66-7, 6-3, 6-4 et remporte son troisième titre de la saison, le treizième de sa carrière.
Grâce à cette victoire, la Polonaise se qualifie pour son troisième Masters consécutif.
La semaine suivante, Agnieszka joue le tournoi de Tokyo. Elle s'impose pour son entrée en lice, puis gagne également face à la redoutable Dominika Cibulková en 1/8. En quarts, après une rencontre serrée, c'est Kerber qui sort victorieuse en deux sets (6-4, 6-4) face à la Polonaise.
La Polonaise continue la tournée asiatique avec le tournoi Premier de Pékin. Après un premier tour compliqué, elle se rassure au second tour. Match solide de la Polonaise en 1/8, remporté 6-0, 6-2. En quarts, une nouvelle fois face à Kerber, qui l'avait battue la semaine passée à Tokyo, Radwańska prend sa revanche et s'impose finalement 7-67, 6-4. En demie, face à Serena Williams, contre qui elle n'a jamais gagné, la Polonaise s'incline 6-2, 6-2.
Au Masters de fin d'année, Radwańska tombe dans "la poule de la mort" avec Serena Williams (no 1), Petra Kvitová (no 5) et Angelique Kerber (no 8). Pour son premier match, la Polonaise s'incline face à la Tchèque (6-4, 6-4). Dans son deuxième match, Radwańska s'incline logiquement une nouvelle fois face à Serena Williams (6-2, 6-4). Pour son troisième et dernier match de poule, la Polonaise s'incline face à Angelique Kerber sur le score sans appel de 6-2, 6-2 et est donc éliminée du tournoi, avec un triste bilan de 3 défaites pour aucune victoire.
Agnieszka Radwańska termine l'année à la 5e place mondiale, avec un bilan de trois titres, une demi-finale à Wimbledon, et enfin un quart de finale à Roland-Garros et à l'Open d'Australie.

#### En 2014
Agnieszka Radwańska commence sa saison 2014 à la Hopman Cup, à Perth, où elle est associée à Grzegorz Panfil. La paire atteint la finale, mais s'incline face à la France, composée de Jo-Wilfried Tsonga et d'Alizé Cornet.
La semaine suivante, à l'Open de Sydney où elle est tenante du titre, la Polonaise est éliminée dès son entrée en lice par l'Américaine Bethanie Mattek-Sands (7-5, 6-2).
Pour le premier Grand Chelem de l'année, l'Open d'Australie, Agnieszka commence le tournoi contre la Kazakhe Yulia Putintseva, où elle laisse un set mais s'impose 6-0, 5-7, 6-2. Au deuxième tour, la Polonaise rencontre Olga Govortsova contre qui elle gagne 6-0, 7-5. Qualifiée pour le troisième tour, la Polonaise poursuit sa route en s'imposant en trois sets face à la Russe Anastasia Pavlyuchenkova (5-7, 6-2, 6-2). En huitièmes, Agnieszka met fin au parcours de Garbine Muguruza 6-1, 6-3. En quart de finale, elle affronte la tenante du titre Victoria Azarenka, contre qui elle s'impose à la surprise générale dans un match de très haut niveau, remporté 6-1, 5-7, 6-0. Mais elle ne confirme pas en demi-finale, où elle s'incline sèchement face à Dominika Cibulková 6-1, 6-2.
Deux semaines plus tard, la Polonaise défend les couleurs de son pays en Fed Cup face à la Suède : elle gagne ses deux matchs en simple, face à Sofia Arvidsson (6-1, 6-1), puis Johanna Larsson (6-4, 6-1). Elle joue également le double avec Alicja Rosolska, et la paire s'impose 6-2, 6-2.
Agnieszka joue ensuite le tournoi de Doha. Au deuxième tour, elle se défait de la Roumaine Sorana Cîrstea (7-5, 6-0), puis profite de l'abandon de la Croate Mirjana Lučić-Baroni. En quarts, elle remporte facilement son match face à la Belge Yanina Wickmayer 6-1, 6-2. Elle s'incline cependant en demi-finale face à Simona Halep.
Elle est battue dès son entrée en lice au tournoi de Dubaï face à Flavia Pennetta.
En quête d'un premier trophée cette année, la Polonaise joue Indian Wells : elle atteint d'abord les quarts, où elle bat la Serbe Janković. Elle prend sa revanche sur Simona Halep en demie, mais s'incline une nouvelle fois face à Flavia Pennetta en finale, blessée au genou gauche. Sa participation à Miami est remise en cause.
Mais la Polonaise joue finalement le tournoi, sa blessure se révélant moins grave que prévu. Elle s'impose facilement lors de son entrée en lice et se qualifie également pour les huitièmes. En quarts, face à Dominika Cibulková, elle s'incline en ayant eu 3 balles de match.
En avril, la polonaise joue le tout nouveau l'Open de Katowice, où elle bat successivement la Tchèque Kristýna Plíšková (6-3, 6-2), puis Francesca Schiavone (6-4, 6-3), puis Yvonne Meusburger (6-4, 6-1), mais chute contre Alizé Cornet (6-0, 2-6, 4-6) en demi-finale.

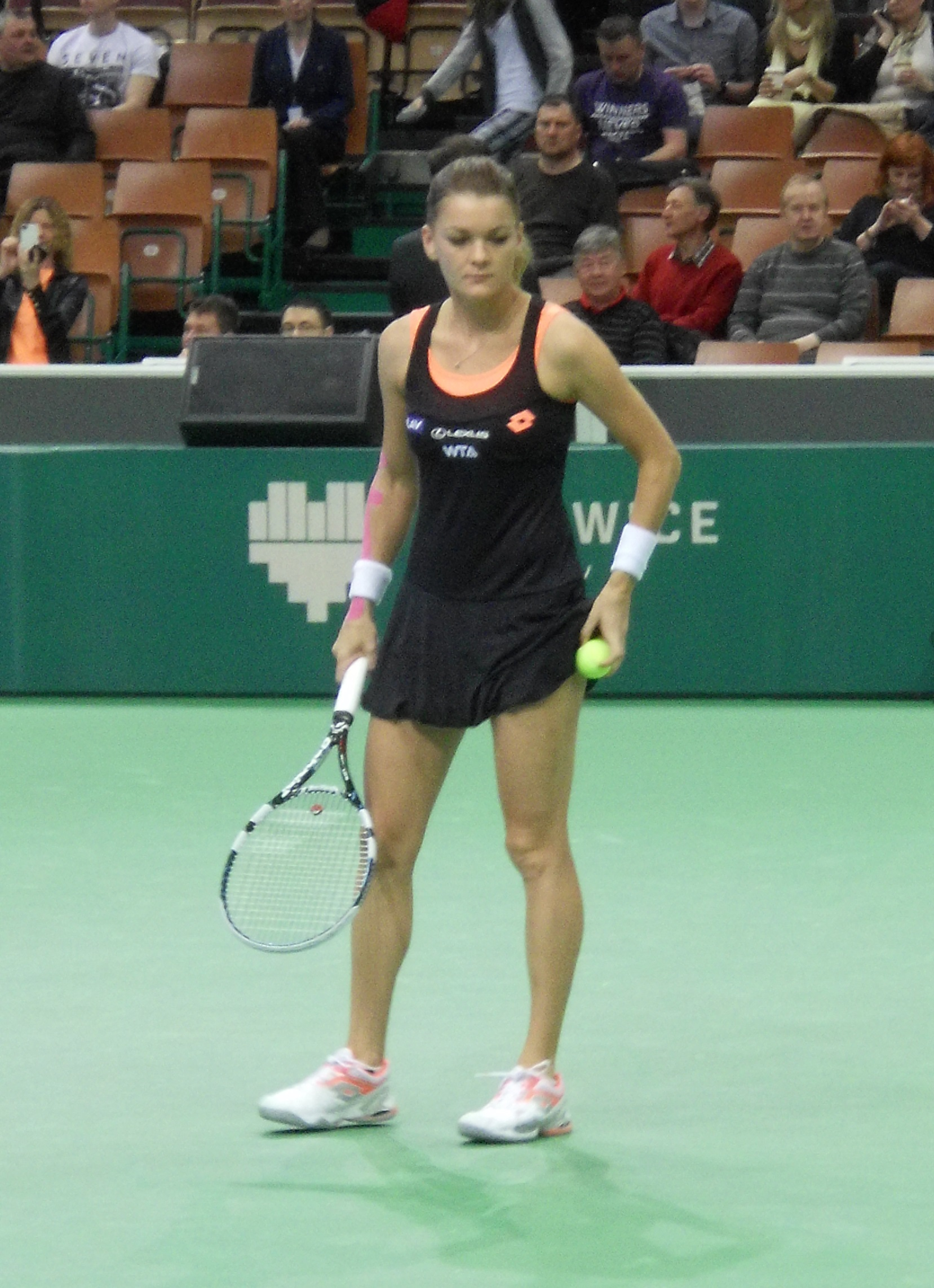
BNP Paribas Katowice Open

Le week-end suivant, la Polonaise défend pour la deuxième fois de l'année les couleurs de son pays, face à l'Espagne en Barrages. Après une première victoire sur Silvia Soler-Espinosa (6-2, 6-2), elle apporte un deuxième point à la Pologne en gagnant contre María Teresa Torró Flor. Comme face à la Suède en février, elle joue le double décisif avec Alicja Rosolska, et elles s'imposent 6-4, 6-2. La Pologne jouera donc dans le Groupe Mondial I en 2015.
Agnieszka Radwańska commence alors sa saison sur terre au tournoi de Stuttgart. Après un premier match bien négocié face à Roberta Vinci, la Polonaise s'incline ensuite en quarts contre Maria Sharapova.
Une semaine plus tard, elle joue le tournoi de Madrid, toujours sur terre. Radwańska sort vainqueur d'un match piège au premier tour contre Eugenie Bouchard, puis arrive à battre Svetlana Kuznetsova au deuxième tour, au terme d'un match qui s'est conclu au tie-break du troisième set. La Polonaise écarte sèchement Roberta Vinci (6-1, 6-1) en huitièmes. Après s'être sortie d'un match piège en quarts face à Caroline Garcia, elle s'incline une nouvelle fois face à Maria Sharapova en demies.
La Polonaise continue sa tournée sur terre à Rome. Elle atteint les 1/4 pour la première fois depuis 2009 après avoir battu Paula Ormaechea au deuxième tour puis Francesca Schiavone en huitièmes. Elle échoue contre Jelena Janković (6-4, 6-4).
À Roland-Garros, la Polonaise passe le premier tour, puis fait de même au deuxième avant de connaître un gros coup d'arrêt au troisième tour face à la jeune Croate Ajla Tomljanović, où elle est battue (6-4, 6-4).
Pour le début de la saison sur gazon, Agnieszka Radwańska joue comme tous les ans le tournoi d'Eastbourne et comme l'année passée, elle ne passe pas le premier tour, battue par la Russe Anastasia Pavlyuchenkova.
Radwańska enchaîne avec le troisième Grand Chelem de l'année, Wimbledon. Pour son premier match, la Polonaise expédie son adversaire, Andreea Mitu (6-1, 6-2), puis en fait de même au second face à Casey Dellacqua et au troisième contre Michelle Larcher de Brito. En revanche, comme à Roland-Garros, elle connaît une nouvelle désillusion en Grand Chelem et se fait balayer par Ekaterina Makarova (6-3, 6-0).
Afin de commencer sa préparation pour l'US Open, la Polonaise joue le Classic de Stanford ; son tournoi ne dure pas longtemps puisqu'elle se fait battre d'entrée par Varvara Lepchenko en trois sets.
Cependant, elle se reprend de belle manière à l'Open du Canada : elle remporte ses deux premiers matchs assez aisément face à Barbora Záhlavová Strýcová et Sabine Lisicki, puis frappe un grand coup en éliminant sèchement l'ancienne numéro 1 mondiale Victoria Azarenka (6-2, 6-2). Elle prend sa revanche sur Ekaterina Makarova en demies. En finale, la Polonaise ne tremble pas face à Venus Williams, et remporte son premier titre de l'année, le premier au Canada,.

#### En 2015
Pour cette saison, Agnieszka décide de changer d'entraineur, et d'être aidée par Martina Navrátilová, multiple vainqueur en Grand Chelem. Leur objectif est de faire évoluer son jeu, et d'y intégrer plus de variété, afin de remporter son premier Grand Chelem.

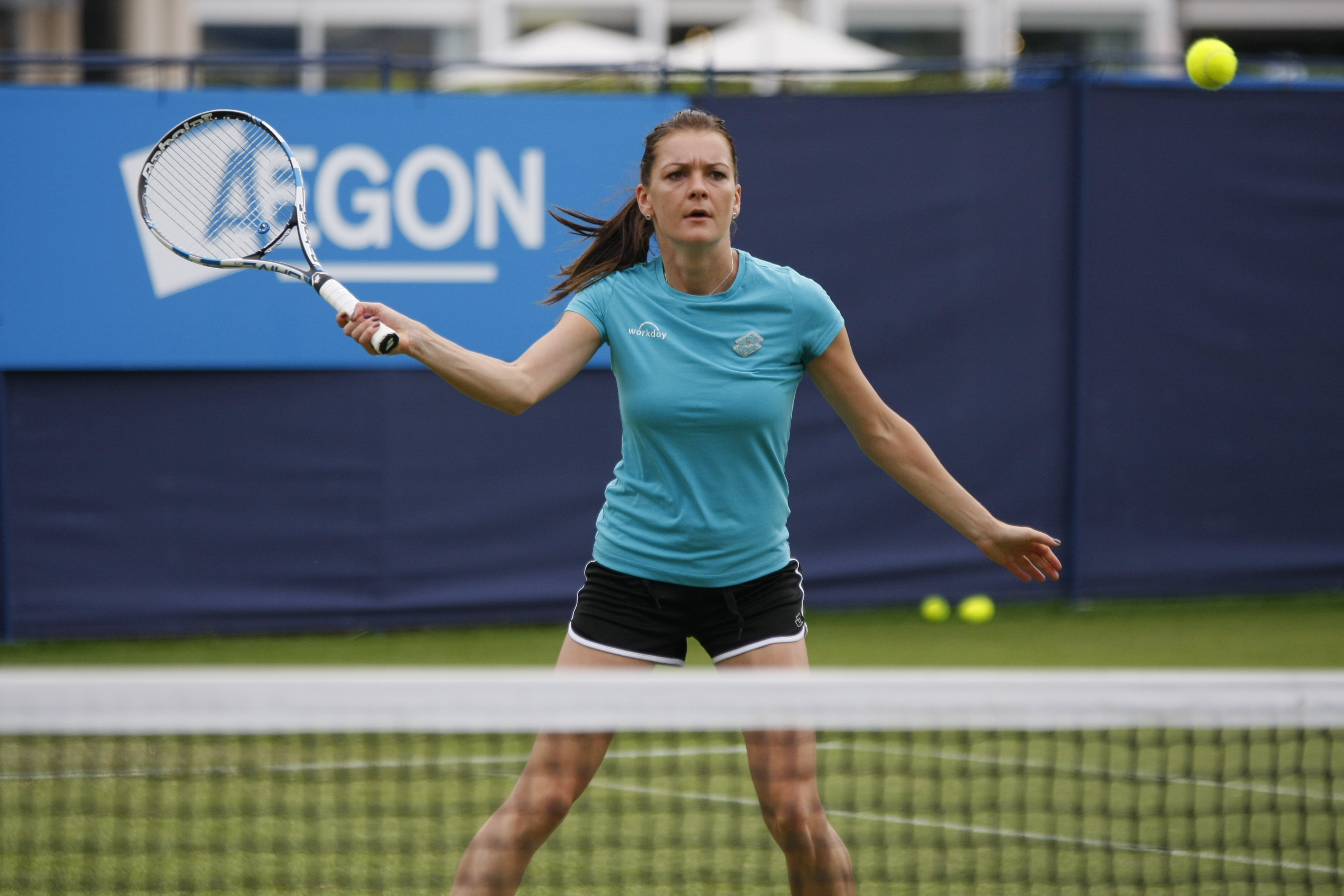
Agnieszka Radwańska en juin 2015 au tournoi d'Eastbourne

Elle joue la Hopman Cup, à Perth, où elle est associée à Jerzy Janowicz. Lors de ses matchs de poule en simple, elle gagne contre Casey Dellacqua (6-2, 6-3) et Heather Watson (6-3, 6-1), et perd seulement contre Alizé Cornet (4-6, 6-2, 5-7). En finale, contre les États-Unis, elle gagne son simple dans un match long de plus de deux heures contre Serena Williams (6-4, 63-7, 6-1), puis le double mixte avec Jerzy Janowicz contre son adversaire du jour et John Isner, ce qui offre la Hopman Cup à la Pologne.
À l'Open d'Australie, elle ne perd aucun set lors des trois premiers tours, mais s'incline en huitième de finale contre Venus Williams (6-3, 2-6, 6-1). Elle met fin à sa collaboration avec Martina Navrátilová au mois d'avril. Battue par Caroline Wozniacki en huitième de finale du tournoi de Madrid en mai, elle sort du top 10 pour la première fois depuis octobre 2011. Défaite au premier tour de Roland-Garros par Annika Beck, elle commence à inquiéter de ses contre-performances.
Elle retrouve des couleurs lors de la saison sur herbe, puisqu'elle atteint les demi-finales du tournoi de Nottingham et la finale à Eastbourne. À Wimbledon, elle réalise un beau parcours, ne s'inclinant qu'en demi-finale contre l'Espagnole Garbiñe Muguruza (2-6, 6-3, 3-6), au terme d'un match de près de deux heures de jeu. Elle aura battu sur son parcours Lucie Hradecká, Ajla Tomljanović et Casey Dellacqua en deux sets, puis la tête de série no 28 Jelena Janković (7-5, 6-4) et la jeune espoir américaine Madison Keys, dans un match à suspense de près de deux heures là aussi (7-63, 3-6, 6-3).
Lors de la saison nord-américaine, elle cumule trois quarts de finale, à Stanford, à l'Open du Canada et à New Haven. Puis elle perd dès le troisième tour de l'US Open contre Madison Keys (6-3, 6-2). Elle réalise ensuite une très bonne tournée asiatique, titrée au Premier de Tokyo et à Tianjin, et demi-finaliste à Pékin.
Ces bons résultats lui permettent de regagner le top 10 mondial et de se qualifier pour le Masters de Singapour, pour la septième fois de sa carrière et la cinquième consécutive. Malgré la perte de ses deux premiers matchs de poule, elle s'y qualifie pour les demi-finales, où elle bat Garbiñe Muguruza (65-7, 6-3, 7-5) au terme d'un gros match. En finale, elle s'impose face à Petra Kvitová (6-2, 4-6, 6-3) en 2h06, remportant ainsi son 17e titre, de loin le plus prestigieux de sa carrière,.

#### En 2016
Elle commence cette saison à Shenzhen, en Chine. Tête de série numéro un, elle survole le tournoi, s'imposant sans perdre un set, y compris en finale face à la jeune Alison Riske (6-3, 6-2). Elle continue sur sa lancée de fin 2015 et conquiert son 18e titre, ce qui lui permet de prendre la 4e place au classement WTA à Maria Sharapova.
Elle passe aisément les trois premiers tours de l'Open d'Australie, en battant notamment Eugenie Bouchard, mais se retrouve à deux points de la défaite dans son match suivant face à Anna-Lena Friedsam, 82e mondiale. Elle s'impose finalement 66-7, 6-1, 7-5 au terme d'un combat de deux heures et demie. Après avoir éliminé la tête de série no 10, Carla Suárez Navarro (6-1, 6-3), elle passe à côté de sa demi-finale contre la no 1 mondiale, Serena Williams, s'inclinant 6-0, 6-4 en une heure.
Au tournoi de Doha, elle élimine successivement la qualifiée Kateryna Bondarenko, Monica Niculescu (7-5, 6-1) puis la nouvelle 10e mondiale, Roberta Vinci, dans un match serré de près de deux heures (3-6, 6-2, 6-3). Mais en demi-finale, elle s'incline très sèchement (6-2, 6-0) devant la future lauréate du tournoi, l'Espagnole Carla Suárez Navarro, 11e mondiale.
Sa qualification pour les demi-finales du tournoi d'Indian Wells, obtenue notamment par des victoires sur Dominika Cibulková, Jelena Janković (tête de série no 19) et Petra Kvitová (no 8), lui assure de retrouver la 2e place mondiale, son meilleur classement. Mais son parcours s'arrête là, face à l'incontestable no 1 Serena Williams (6-4, 7-61).
Lors du tournoi de Roland-Garros, elle gagne facilement ses deux premiers matchs avant d'éprouver quelques difficultés contre Barbora Strýcová en perdant un set (6-2, 66-7, 6-2). Elle perd en huitième contre Tsvetana Pironkova (2-6, 6-3, 6-3) selon elle à cause des conditions météorologiques et de multiples interruptions, alors qu'elle menait 6-2, 3-0 la veille. Au point de déclarer, en parlant des organisateurs du tournoi : « Je n'ai pas l'impression qu'ils prennent soin de ce que nous disons. En fait, ils se préoccupent d'autres choses. Je pense qu'ils n'ont pas pris la bonne décision en nous exhortant à jouer. Peut-être qu'ils ont peur, ils ont peur parce que les jours passent les uns après les autres et ils n'ont pas de match. On n'y peut rien, ce n'est pas notre faute, ni la leur bien sûr, mais les décisions ne sont pas les meilleures », montrant sa frustration à la suite de sa défaite.
Pour Wimbledon elle passe facilement son premier tour, mais éprouve beaucoup de mal à venir à bout de la Croate Ana Konjuh (6-2, 4-6, 9-7) victime d'une entorse de la cheville droite avant de s'incliner en 2h35. Puis Kateřina Siniaková, et d'éprouver encore plus de difficultés contre Dominika Cibulková 18e mondiale, (6-3, 5-7, 9-7) mais finira par perdre au bout du suspense (plus de trois heures de jeu) en loupant une balle de match.
Elle déçoit en perdant dès le premier tour contre la Chinoise Zheng Saisai aux Jeux olympiques. Puis s'invite aux quarts du tournoi de Cincinnati en battant Andrea Petkovic et plus difficilement Johanna Konta, mais perd contre Simona Halep dans une manche serré avant de lâcher prise (7-5, 6-1). Puis elle rebondit à New Haven en parvenant en finale, en battant Jeļena Ostapenko, la lucky loser Kirsten Flipkens et la 15e mondiale, Petra Kvitová (6-1, 6-1). Elle bat finalement Elina Svitolina (6-1, 7-63) malgré un deuxième set plus accroché, et remporte son 19e titre, le deuxième de sa saison. À l'US Open, elle passe ses premiers tours facilement avant d'être arrêtée nettement par Ana Konjuh (6-4, 6-4), prenant sa revanche de Wimbledon.
Pour la tournée asiatique, elle fait une demi-finale à Tokyo perdant dans un match serré de trois set contre Caroline Wozniacki, future lauréate. Puis à Wuhan, elle bat Ekaterina Makarova et Wozniacki en deux set mais perdra dans un match serré (1-6, 7-69, 6-4) contre la 10e mondiale, Svetlana Kuznetsova. Enfin à Pékin, elle affronte et bat à nouveau Makarova et Wozniacki en deux set sec, puis en quart Yaroslava Shvedova et la 19e mondiale, Elina Svitolina (7-63, 6-3) en 1h42 pour se qualifier en finale. Là elle affronte une novice à ce stade, Johanna Konta 14e mondiale, (6-4, 6-2) en 1 h 35 dans une finale à sens unique, remportant son deuxième tournoi ici et le vingtième dans sa carrière. Tous ces bons résultats lui assure de participer aux Masters de Singapour, pour la huitième fois de sa carrière et la sixième consécutive. Placée dans le Groupe Blanc avec la 9e mondiale Svetlana Kuznetsova, la 5e Karolína Plíšková et la 6e Garbiñe Muguruza. Elle perd son premier match marathon au bout du suspense contre la Russe Kuznetsova comme à Wuhan (7-5, 1-6, 7-5) en 2 h 48 de jeu. Mais remportera ses deux derniers matchs de poules contre Muguruza (7-61, 6-3) en 1 h 36 et Plíšková (7-5, 6-3) en 1 h 18 pour rallier les demi-finales. Elle perdra sèchement (6-2, 6-1) en 1 h 15 contre la no 1 mondiale Angelique Kerber, perdant du même coup son titre mais terminant son année pour la première fois à la troisième place mondiale.

#### En 2017
Agnieszka Radwańska commence la saison par la défense de son titre à Shenzhen, en Chine en tant que tête de série numéro 1. Après un premier match compliqué (6-2, 64-7, 7-5) contre la locale Duan Ying-Ying, elle perd en quart contre la future finaliste, Alison Riske (2-6, 6-3, 0-6). La semaine suivante au tournoi de Sydney elle est tête de série numéro 2 et joue à nouveau contre Duan Ying-Ying qu'elle bat plus facilement (6-3, 6-2). Elle l'emporte ensuite facilement sur Barbora Strýcová (6-1, 6-2) et se qualifie pour sa première finale de l'année. Agnieszka est défaite par Johanna Konta (10e mondiale) en deux sets (4-6, 2-6).
Pour le premier Grand Chelem de l'année à l'Open d'Australie, elle est sortie dès le deuxième tour par Mirjana Lučić-Baroni sur le score sans appel de (2-6, 3-6) qui atteint les demi-finales.
Sa tournée au Moyen Orient est en demi-teinte, avec une défaite au deuxième tour face à Caroline Wozniacki (5-7, 3-6) à Doha et une défaite (4-6, 6-2, 2-6) au troisième tour face à la jeune Catherine Bellis, 17 ans à Dubaï.
Sur terre battue après des forfaits à Madrid et Rome, elle arrive à Roland-Garros sans match référence. Elle passe difficilement son second tour contre la qualifiée Alison Van Uytvanck (63-7, 6-3, 6-2), avant de tomber sèchement (2-6, 1-6) contre la Française Alizé Cornet. Enfin sur gazon, à Wimbledon comme l'année précédente, elle arrive jusqu'en huitième de finale en battant Jelena Janković (7-63, 6-0), puis Christina McHale (5-7, 7-67, 6-3) sur le fil après un tie break tendu et enfin profitant des trop grosses fautes de la Suissesse Timea Bacsinszky (3-6, 6-4, 6-1). Elle est battue (2-6, 4-6) sèchement par la Russe Svetlana Kuznetsova, non adepte de la surface.
La saison américaine est un désastre. Elle tombe dès le troisième tour à Toronto et au premier tour à Cincinnati. Tenante du titre à New Heaven, elle échoue en demi-face la jeune Daria Gavrilova. À l'US Open, elle est éliminée par Coco Vandeweghe au cours d'un match de plus de trois heures 5-7 6-4 4-6.

## Palmarès

### Titres en simple dames
| No | Date       | Nom et lieu du tournoi                             | Catégorie | Dotation    | Surface      | Finaliste          | Score           |          |
| -- | ---------- | -------------------------------------------------- | --------- | ----------- | ------------ | ------------------ | --------------- | -------- |
| 1  | 30-07-2007 | Nordea Nordic Light Open, Stockholm                | Tier IV   | 145 000 $   | Dur (ext.)   | Vera Dushevina     | 6-1, 6-1        | Parcours |
| 2  | 04-02-2008 | Women's Open, Pattaya                              | Tier IV   | 170 000 $   | Dur (ext.)   | Jill Craybas       | 6-2, 1-6, 7-64  | Parcours |
| 3  | 19-05-2008 | Istanbul Cup, Istanbul                             | Tier III  | 200 000 $   | Terre (ext.) | Elena Dementieva   | 6-3, 6-2        | Parcours |
| 4  | 16-06-2008 | International Women's Open, Eastbourne             | Tier II   | 600 000 $   | Gazon (ext.) | Nadia Petrova      | 6-4, 6-711, 6-4 | Parcours |
| 5  | 01-08-2011 | Mercury Insurance Open, Carlsbad                   | Premier   | 721 000 $   | Dur (ext.)   | Vera Zvonareva     | 6-3, 6-4        | Parcours |
| 6  | 26-09-2011 | Toray Pan Pacific Open, Tokyo                      | Premier 5 | 2 050 000 $ | Dur (ext.)   | Vera Zvonareva     | 6-3, 6-2        | Parcours |
| 7  | 03-10-2011 | China Open, Pékin                                  | PREMIER*  | 4 500 000 $ | Dur (ext.)   | Andrea Petkovic    | 7-5, 0-6, 6-4   | Parcours |
| 8  | 20-02-2012 | Duty Free Tennis Championships, Dubaï              | Premier   | 2 000 000 $ | Dur (ext.)   | Julia Görges       | 7-5, 6-4        | Parcours |
| 9  | 20-03-2012 | Sony Ericsson Open, Miami                          | PREMIER*  | 4 828 050 $ | Dur (ext.)   | Maria Sharapova    | 7-5, 6-4        | Parcours |
| 10 | 21-05-2012 | Brussels Open, Bruxelles                           | Premier   | 637 000 $   | Terre (ext.) | Simona Halep       | 7-5, 6-0        | Parcours |
| 11 | 31-12-2012 | ASB Classic, Auckland                              | Intern'l  | 235 000 $   | Dur (ext.)   | Yanina Wickmayer   | 6-4, 6-4        | Parcours |
| 12 | 07-01-2013 | Apia International, Sydney                         | Premier   | 690 000 $   | Dur (ext.)   | Dominika Cibulková | 6-0, 6-0        | Parcours |
| 13 | 16-09-2013 | KDB Korea Open, Séoul                              | Intern'l  | 500 000 $   | Dur (ext.)   | A. Pavlyuchenkova  | 6-76, 6-3, 6-4  | Parcours |
| 14 | 04-08-2014 | Coupe Rogers, Montréal                             | Premier 5 | 2 440 070 $ | Dur (ext.)   | Venus Williams     | 6-4, 6-2        | Parcours |
| 15 | 21-09-2015 | Toray Pan Pacific Open, Tokyo                      | Premier   | 1 000 000 $ | Dur (ext.)   | Belinda Bencic     | 6-2, 6-2        | Parcours |
| 16 | 12-10-2015 | Tianjin Open, Tianjin                              | Intern'l  | 500 000 $   | Dur (ext.)   | Danka Kovinić      | 6-1, 6-2        | Parcours |
| 17 | 25-10-2015 | BNP Paribas WTA Finals by SC Global, Singapour     | Masters   | 7 000 000 $ | Dur (int.)   | Petra Kvitová      | 6-2, 4-6, 6-3   | Parcours |
| 18 | 03-01-2016 | Shenzhen Open, Shenzhen                            | Intern'l  | 500 000 $   | Dur (ext.)   | Alison Riske       | 6-3, 6-2        | Parcours |
| 19 | 21-08-2016 | Connecticut Open by United Technologies, New Haven | Premier   | 761 000 $   | Dur (ext.)   | Elina Svitolina    | 6-1, 7-63       | Parcours |
| 20 | 01-10-2016 | China Open, Pékin                                  | PREMIER*  | 6 289 521 $ | Dur (ext.)   | Johanna Konta      | 6-4, 6-2        | Parcours |

### Finales en simple dames
| No | Date       | Nom et lieu du tournoi             | Catégorie | Dotation     | Surface      | Vainqueure          | Score          |          |
| -- | ---------- | ---------------------------------- | --------- | ------------ | ------------ | ------------------- | -------------- | -------- |
| 1  | 03-10-2009 | China Open, Pékin                  | PREMIER*  | 4 500 000 $  | Dur (ext.)   | Svetlana Kuznetsova | 6-2, 6-4       | Parcours |
| 2  | 02-08-2010 | Mercury Insurance Open, San Diego  | Premier   | 700 000 $    | Dur (ext.)   | Svetlana Kuznetsova | 6-4, 6-77, 6-3 | Parcours |
| 3  | 25-06-2012 | The Championships, Wimbledon       | G. Chelem | 11 174 883 $ | Gazon (ext.) | Serena Williams     | 6-1, 5-7, 6-2  | Parcours |
| 4  | 23-09-2012 | Toray Pan Pacific Open, Tokyo      | Premier 5 | 2 168 400 $  | Dur (ext.)   | Nadia Petrova       | 6-0, 1-6, 6-3  | Parcours |
| 5  | 22-07-2013 | Bank of the West Classic, Stanford | Premier   | 795 707 $    | Dur (ext.)   | Dominika Cibulková  | 3-6, 6-4, 6-4  | Parcours |
| 6  | 03-03-2014 | BNP Paribas Open, Indian Wells     | PREMIER*  | 5 946 740 $  | Dur (ext.)   | Flavia Pennetta     | 6-2, 6-1       | Parcours |
| 7  | 21-06-2015 | AEGON International, Eastbourne    | Premier   | 731 000 $    | Gazon (ext.) | Belinda Bencic      | 6-4, 4-6, 6-0  | Parcours |
| 8  | 08-01-2017 | Apia International Sydney, Sydney  | Premier   | 776 000 $    | Dur (ext.)   | Johanna Konta       | 6-4, 6-2       | Parcours |

### Titres en double dames
| No | Date       | Nom et lieu du tournoi   | Catégorie | Dotation    | Surface      | Partenaire         | Finalistes                 | Score             |          |
| -- | ---------- | ------------------------ | --------- | ----------- | ------------ | ------------------ | -------------------------- | ----------------- | -------- |
| 1  | 21-05-2007 | Istanbul Cup Istanbul    | Tier III  | 200 000 $   | Terre (ext.) | Urszula Radwańska  | Chan Yung-Jan Sania Mirza  | 6-1, 6-3          | Parcours |
| 2  | 21-03-2011 | Sony Ericsson Open Miami | PREMIER*  | 4 500 000 $ | Dur (ext.)   | Daniela Hantuchová | Liezel Huber Nadia Petrova | 7-65, 2-6, [10-8] | Parcours |

### Finales en double dames
| No | Date       | Nom et lieu du tournoi                       | Catégorie | Dotation    | Surface    | Vainqueures             | Partenaire      | Score            |          |
| -- | ---------- | -------------------------------------------- | --------- | ----------- | ---------- | ----------------------- | --------------- | ---------------- | -------- |
| 1  | 16-02-2009 | Barclays Tennis Championships Dubaï          | Premier 5 | 2 000 000 $ | Dur (ext.) | Cara Black Liezel Huber | Maria Kirilenko | 6-3, 6-3         | Parcours |
| 2  | 03-08-2009 | East West Bank Classic Herbalife Los Angeles | Premier   | 700 000 $   | Dur (ext.) | Chuang Chia-Jung Yan Zi | Maria Kirilenko | 6-0, 4-6, [10-7] | Parcours |

### Titres en double mixte
| No | Date       | Nom et lieu du tournoi         | Catégorie | Dotation      | Surface    | Partenaire     | Finalistes                 | Score        |          |
| -- | ---------- | ------------------------------ | --------- | ------------- | ---------- | -------------- | -------------------------- | ------------ | -------- |
| 1  | 04-01-2015 | Hyundai Hopman Cup XXVII Perth | ITF       | 1 000 000 AU$ | Dur (int.) | Jerzy Janowicz | Serena Williams John Isner | 2 matchs à 1 | Parcours |

### Finales en double mixte
| No | Date       | Nom et lieu du tournoi        | Catégorie | Dotation      | Surface    | Vainqueures                     | Partenaire      | Score        |          |
| -- | ---------- | ----------------------------- | --------- | ------------- | ---------- | ------------------------------- | --------------- | ------------ | -------- |
| 1  | 28-12-2013 | Hyundai Hopman Cup XXVI Perth | ITF       | 1 000 000 AU$ | Dur (int.) | Alizé Cornet Jo-Wilfried Tsonga | Grzegorz Panfil | 2 matchs à 1 | Parcours |

## Parcours en Grand Chelem

### Finale (1)
| Année | Tournoi   | Adversaire en finale | Score         |
| 2012  | Wimbledon | Serena Williams      | 1-6, 7-5, 2-6 |

### En simple dames
| Année | Open d'Australie | Open d'Australie    | Internationaux de France | Internationaux de France | Wimbledon      | Wimbledon           | US Open         | US Open            |
| ----- | ---------------- | ------------------- | ------------------------ | ------------------------ | -------------- | ------------------- | --------------- | ------------------ |
| 2006  | -                | -                   | -                        | -                        | 4e tour (1/8)  | Kim Clijsters       | 2e tour (1/32)  | Tatiana Golovin    |
| 2007  | 2e tour (1/32)   | Ana Ivanović        | 1er tour (1/64)          | Mara Santangelo          | 3e tour (1/16) | Svetlana Kuznetsova | 4e tour (1/8)   | Shahar Peer        |
| 2008  | 1/4 de finale    | Daniela Hantuchová  | 4e tour (1/8)            | Jelena Janković          | 1/4 de finale  | Serena Williams     | 4e tour (1/8)   | Venus Williams     |
| 2009  | 1er tour (1/64)  | Kateryna Bondarenko | 4e tour (1/8)            | Svetlana Kuznetsova      | 1/4 de finale  | Venus Williams      | 2e tour (1/32)  | Maria Kirilenko    |
| 2010  | 3e tour (1/16)   | Francesca Schiavone | 2e tour (1/32)           | Yaroslava Shvedova       | 4e tour (1/8)  | Li Na               | 2e tour (1/32)  | Peng Shuai         |
| 2011  | 1/4 de finale    | Kim Clijsters       | 4e tour (1/8)            | Maria Sharapova          | 2e tour (1/32) | Petra Cetkovská     | 2e tour (1/32)  | Angelique Kerber   |
| 2012  | 1/4 de finale    | Victoria Azarenka   | 3e tour (1/16)           | Svetlana Kuznetsova      | Finale         | Serena Williams     | 4e tour (1/8)   | Roberta Vinci      |
| 2013  | 1/4 de finale    | Li Na               | 1/4 de finale            | Sara Errani              | 1/2 finale     | Sabine Lisicki      | 4e tour (1/8)   | Ekaterina Makarova |
| 2014  | 1/2 finale       | Dominika Cibulková  | 3e tour (1/16)           | Ajla Tomljanović         | 4e tour (1/8)  | Ekaterina Makarova  | 2e tour (1/32)  | Peng Shuai         |
| 2015  | 4e tour (1/8)    | Venus Williams      | 1er tour (1/64)          | Annika Beck              | 1/2 finale     | Garbiñe Muguruza    | 3e tour (1/16)  | Madison Keys       |
| 2016  | 1/2 finale       | Serena Williams     | 4e tour (1/8)            | Tsvetana Pironkova       | 4e tour (1/8)  | Dominika Cibulková  | 4e tour (1/8)   | Ana Konjuh         |
| 2017  | 2e tour (1/32)   | Mirjana Lučić       | 3e tour (1/16)           | Alizé Cornet             | 4e tour (1/8)  | Svetlana Kuznetsova | 3e tour (1/16)  | Coco Vandeweghe    |
| 2018  | 3e tour (1/16)   | Hsieh Su-wei        | -                        | -                        | 2e tour (1/32) | Lucie Šafářová      | 1er tour (1/64) | Tatjana Maria      |

À droite du résultat, l'ultime adversaire.

### En double dames
| Année | Open d'Australie            | Open d'Australie          | Internationaux de France      | Internationaux de France | Wimbledon                    | Wimbledon                   | US Open                      | US Open                    |
| ----- | --------------------------- | ------------------------- | ----------------------------- | ------------------------ | ---------------------------- | --------------------------- | ---------------------------- | -------------------------- |
| 2007  | 1er tour (1/32) Domachowska | Vania King J. Kostanić    | 3e tour (1/8) M. Krajicek     | J. Husárová Shaughnessy  | 3e tour (1/8) M. Krajicek    | Květa Peschke Rennae Stubbs | 2e tour (1/16) M. Krajicek   | K. Srebotnik Ai Sugiyama   |
| 2008  | 1er tour (1/32) M. Krajicek | Hsieh Su-Wei Kudryavtseva | 1er tour (1/32) U. Radwańska  | Anabel Medina V. Ruano   | 2e tour (1/16) Domachowska   | S. Williams V. Williams     | 1er tour (1/32) U. Radwańska | Yan Zi Zheng Jie           |
| 2009  | 2e tour (1/16) U. Radwańska | S. Stosur Rennae Stubbs   | 1/4 de finale U. Radwańska    | Hsieh Su-Wei Peng Shuai  | 1er tour (1/32) U. Radwańska | B. Mattek Nadia Petrova     | 1er tour (1/32) U. Radwańska | İpek Şenoğlu Y. Shvedova   |
| 2010  | 1/2 finale M. Kirilenko     | Cara Black Liezel Huber   | 1/4 de finale M. Kirilenko    | S. Williams V. Williams  | 2e tour (1/16) M. Kirilenko  | Sara Errani Roberta Vinci   | 3e tour (1/8) M. Kirilenko   | Lisa Raymond Rennae Stubbs |
| 2011  | 3e tour (1/8) Chan Yung-Jan | V. Azarenka M. Kirilenko  | 1er tour (1/32) D. Hantuchová | M. Krajicek L. Šafářová  | 3e tour (1/8) D. Hantuchová  | Sania Mirza Elena Vesnina   | 1/2 finale D. Hantuchová     | Liezel Huber Lisa Raymond  |
| 2012  | 3e tour (1/8) D. Hantuchová | Sara Errani Roberta Vinci | 2e tour (1/16) A. Kerber      | F. Pennetta F. Schiavone | 3e tour (1/8) U. Radwańska   | Sara Errani Roberta Vinci   | -                            | -                          |

Sous le résultat, la partenaire ; à droite, l'ultime équipe adverse.

### En double mixte
| Année | Open d'Australie | Open d'Australie | Internationaux de France | Internationaux de France | Wimbledon                   | Wimbledon              | US Open                   | US Open                   |
| 2007  | -                | -                | -                        | -                        | 1er tour (1/32) Fyrstenberg | Emma Laine J. Nieminen | 1/4 de finale Fyrstenberg | Liezel Huber Jamie Murray |

Sous le résultat, le partenaire ; à droite, l'ultime équipe adverse.

## Parcours en «Premier Mandatory» et «Premier 5»
Découlant d'une réforme du circuit WTA inaugurée en 2009, les tournois WTA « Premier Mandatory » et « Premier 5 » constituent les catégories d'épreuves les plus prestigieuses, après les quatre levées du Grand Chelem.

### En simple dames
| Année |       |                           |                              |                                |                             |                              |                             |                                 |                                   |                            |  |                             |
| Doha  | Dubaï | Indian Wells              | Miami                        | Madrid                         | Rome                        | Canada                       | Cincinnati                  | Pékin                           |                                   | Tokyo                      |  |                             |
| Doha  | Dubaï | Indian Wells              | Miami                        | Madrid                         | Rome                        | Canada                       | Cincinnati                  | Pékin                           | Wuhan                             |                            |  |                             |
| Doha  | Dubaï | Indian Wells              | Miami                        | Madrid                         | Rome                        | Canada                       | Cincinnati                  | Pékin                           | Guadalajara                       |                            |  |                             |
| 2009  |       | Hors calendrier           | 1er tour (1/32) U. Radwańska | 1/4 de finale A.Pavlyuchenkova | 4e tour (1/8) V. Williams   | 1er tour (1/32) S. Stosur    | 1/4 de finale V. Williams   | 1/4 de finale M. Sharapova      | 2e tour (1/16) S. Bammer          | Finale S. Kuznetsova       |  | 1/2 finale M. Sharapova     |
| 2010  |       | Hors calendrier           | 1/2 finale V. Azarenka       | 1/2 finale C. Wozniacki        | 1/4 de finale V. Williams   | 2e tour (1/16) P. Schnyder   | 3e tour (1/8) L. Šafářová   | 3e tour (1/8) S. Kuznetsova     | 3e tour (1/8) M. Sharapova        | 1er tour (1/32) A. Kerber  |  | 1/4 de finale C. Wozniacki  |
| 2011  |       | WTA 500                   | 1/4 de finale S. Kuznetsova  | 4e tour (1/8) V. Azarenka      | 1/4 de finale V. Zvonareva  | 2e tour (1/16) J. Gajdošová  | 2e tour (1/16) E. Vesnina   | 1/2 finale S. Stosur            |                                   | Victoire A. Petkovic       |  | Victoire V. Zvonareva       |
| 2012  |       | 1/2 finale V. Azarenka    | WTA 500                      | 1/4 de finale V. Azarenka      | Victoire M. Sharapova       | 1/2 finale V. Azarenka       | 2e tour (1/16) P. Cetkovská | 1/4 de finale Li N.             | 1/4 de finale Li N.               | 1/4 de finale Li N.        |  | Finale N. Petrova           |
| 2013  |       | 1/2 finale V. Azarenka    | WTA 500                      | 4e tour (1/8) M. Kirilenko     | 1/2 finale S. Williams      | 2e tour (1/16) L. Robson     | 2e tour (1/16) S. Halep     | 1/2 finale S. Williams          | 1/4 de finale Li N.               | 1/2 finale S. Williams     |  | 1/4 de finale A. Kerber     |
| 2014  |       | 1/2 finale S. Halep       | WTA 500                      | Finale F. Pennetta             | 1/4 de finale D. Cibulková  | 1/2 finale M. Sharapova      | 1/4 de finale J. Janković   | Victoire V. Williams            | 1/4 de finale C. Wozniacki        | 2e tour (1/16) R. Vinci    |  | 2e tour (1/16) C. Garcia    |
| 2015  |       | WTA 500                   | 3e tour (1/8) G. Muguruza    | 3e tour (1/16) H. Watson       | 4e tour (1/8) C. Suárez     | 3e tour (1/8) C. Wozniacki   |                             | 1/4 de finale S. Halep          | 1er tour (1/32) A. K. Schmiedlová | 1/2 finale G. Muguruza     |  | 1er tour (1/32) V. Williams |
| 2016  |       | 1/2 finale C. Suárez      | WTA 500                      | 1/2 finale S. Williams         | 4e tour (1/8) T. Bacsinszky | 1er tour (1/32) D. Cibulková |                             | 3e tour (1/8) A. Pavlyuchenkova | 1/4 de finale S. Halep            | Victoire J. Konta          |  | 1/4 de finale S. Kuznetsova |
| 2017  |       | WTA 500                   | 3e tour (1/8) C. Bellis      | 3e tour (1/16) Peng S.         | 3e tour (1/16) M. Lučić     |                              |                             | 3e tour (1/8) C. Wozniacki      | 1er tour (1/32) J. Görges         | 3e tour (1/8) D. Kasatkina |  | 3e tour (1/8) A. Barty      |
| 2018  |       | 2e tour (1/16) P. Kvitová | WTA 500                      | 2e tour (1/32) N. Osaka        | 4e tour (1/8) V. Azarenka   |                              |                             |                                 | 1er tour (1/32) Ka. Plíšková      |                            |  |                             |

Sous le résultat, l’ultime adversaire.
1. 1 2   Les tournois de Doha et Dubaï alternent le statut de tournoi WTA 1000 (ex Premier 5) entre 2009 et 2023 : les trois premières éditions ont lieu à Dubaï, les trois suivantes à Doha, puis Dubaï accueille le tournoi de cette catégorie les années impaires et Dubaï les années paires. De 2011 à 2023, la ville qui n’accueille pas de WTA 1000 organise à la place un tournoi WTA 500 (ex Premier).
2. 1 2 3 4 5 6 7 8   L’ordre de déroulement des tournois a évolué depuis 2009 : Rome se dispute avant Madrid et Cincinnati avant Montréal/Toronto jusqu’en 2010, tandis que Tokyo (2009-2013)-Wuhan (2014-2019, 2024-)-Guadalajara (2022-2023) ont lieu avant Pékin jusqu’en 2023.

### En double dames
| 2009                                                                        |                                                                            |                                                                          |                                                                                |                                                                         |                                                                                |                  |             |                                                                             |   |                                                                            |                                                                              |   |   |   |   |   |  |  |
| 1er tour (1/16) Szávay \|\| style="text-align:left;" \| Llagostera Martínez | 1er tour (1/16) Szávay \|\| style="text-align:left;" \| Kirilenko Pennetta | —                                                                        | —                                                                              | —                                                                       | —                                                                              | Finale Kirilenko | Black Huber |                                                                             |   | 2e tour (1/8) Szávay \|\| Forfait                                          | 2e tour (1/8) Wozniacki \|\| style="text-align:left;" \| Hantuchová Sugiyama | — | — | — | — |   |  |  |
| 2010                                                                        |                                                                            |                                                                          |                                                                                |                                                                         |                                                                                |                  |             |                                                                             |   |                                                                            |                                                                              |   |   |   |   |   |  |  |
| 1/4 de finale Kirilenko \|\| style="text-align:left;" \| Peschke Srebotnik  | 1/4 de finale Kirilenko \|\| style="text-align:left;" \| Dulko Pennetta    | 1/4 de finale Kirilenko \|\| style="text-align:left;" \| Williams        | —                                                                              | —                                                                       | 2e tour (1/8) Kirilenko \|\| style="text-align:left;" \| Chuang Govortsova     |                  |             | —                                                                           | — | 2e tour (1/8) Kirilenko \|\| style="text-align:left;" \| Vesnina Zvonareva | —                                                                            | — | — | — |   |   |  |  |
| 2011                                                                        |                                                                            |                                                                          |                                                                                |                                                                         |                                                                                |                  |             |                                                                             |   |                                                                            |                                                                              |   |   |   |   |   |  |  |
| 1/2 finale Hantuchová \|\| style="text-align:left;" \| Mirza Vesnina        | Victoire Hantuchová                                                        | Huber Petrova                                                            | 1er tour (1/16) Hantuchová \|\| style="text-align:left;" \| Azarenka Kirilenko | 1/4 de finale Hantuchová \|\| style="text-align:left;" \| King Shvedova | 1/4 de finale Hantuchová \|\| style="text-align:left;" \| Kuznetsova Zvonareva |                  |             | 2e tour (1/8) Hantuchová \|\| style="text-align:left;" \| Peschke Srebotnik | — | —                                                                          | —                                                                            | — | — | — |   |   |  |  |
| 2012                                                                        |                                                                            |                                                                          |                                                                                |                                                                         |                                                                                |                  |             |                                                                             |   |                                                                            |                                                                              |   |   |   |   |   |  |  |
| —                                                                           | —                                                                          | 2e tour (1/8) Hantuchová \|\| style="text-align:left;" \| Dushevina Peer | 1er tour (1/16) Kuznetsova \|\| style="text-align:left;" \| Medina Parra       | —                                                                       | —                                                                              |                  |             | 2e tour (1/8) Hantuchová \|\| style="text-align:left;" \| Barrois Grönefeld | — | —                                                                          | —                                                                            | — | — | — | — | — |  |  |

N.B. : le nom de la partenaire se trouve sous le résultat ; les noms des ultimes adversaires se trouvent à droite.

## Parcours aux Masters

### En simple dames
| # | Date       | Nom de l'édition                              | ($)       | Surface    | Résultat               | Ultime(s) adversaire(s) | Score              |          |
| - | ---------- | --------------------------------------------- | --------- | ---------- | ---------------------- | ----------------------- | ------------------ | -------- |
| 1 | 04/11/2008 | Sony Ericsson Championships Doha              | 4 450 000 | Dur (ext.) | Round Robin (victoire) | Svetlana Kuznetsova     | 6-2, 7-5           | Parcours |
| 2 | 27/10/2009 | Sony Ericsson Championships Doha              | 4 550 000 | Dur (ext.) | Round Robin (victoire) | Victoria Azarenka       | 4-6, 7-5, 4-1, ab. | Parcours |
| 3 | 25/10/2011 | TEB BNP Paribas WTA Championships Istanbul    | 4 900 000 | Dur (int.) | Round Robin (défaite)  | Caroline Wozniacki      | 5-7, 6-2, 6-4      | Parcours |
| 3 | 25/10/2011 | TEB BNP Paribas WTA Championships Istanbul    | 4 900 000 | Dur (int.) | Round Robin (défaite)  | Petra Kvitová           | 7-64, 6-3          | Parcours |
| 3 | 25/10/2011 | TEB BNP Paribas WTA Championships Istanbul    | 4 900 000 | Dur (int.) | Round Robin (victoire) | Vera Zvonareva          | 1-6, 6-2, 7-5      | Parcours |
| 4 | 23/10/2012 | TEB BNP Paribas WTA Championships Istanbul    | 4 900 000 | Dur (int.) | 1/2 finale             | Serena Williams         | 6-2, 6-1           | Parcours |
| 5 | 21/10/2013 | TEB BNP Paribas WTA Championships Istanbul    | 6 000 000 | Dur (int.) | Round Robin (défaite)  | Petra Kvitová           | 6-4, 6-4           | Parcours |
| 5 | 21/10/2013 | TEB BNP Paribas WTA Championships Istanbul    | 6 000 000 | Dur (int.) | Round Robin (défaite)  | Serena Williams         | 6-2, 6-4           | Parcours |
| 5 | 21/10/2013 | TEB BNP Paribas WTA Championships Istanbul    | 6 000 000 | Dur (int.) | Round Robin (défaite)  | Angelique Kerber        | 6-2, 6-2           | Parcours |
| 6 | 20/10/2014 | BNP Paribas WTA Finals Singapour              | 6 500 000 | Dur (int.) | 1/2 finale             | Simona Halep            | 6-2, 6-2           | Parcours |
| 7 | 25/10/2015 | BNP Paribas WTA Finals by SC Global Singapour | 7 000 000 | Dur (int.) | Victoire               | Petra Kvitová           | 6-2, 4-6, 6-3      | Parcours |
| 8 | 23/10/2016 | BNP Paribas WTA Finals by SC Global Singapour | 7 000 000 | Dur (int.) | 1/2 finale             | Angelique Kerber        | 6-2, 6-1           | Parcours |

## Parcours aux Jeux olympiques

### En simple dames
| # | Date       | Nom de l'olympiade                  | Surface      | Résultat        | Ultime adversaire   | Score          |          |
| - | ---------- | ----------------------------------- | ------------ | --------------- | ------------------- | -------------- | -------- |
| 1 | 11/08/2008 | Olympic Tennis Event Pékin          | Dur (ext.)   | 2e tour (1/16)  | Francesca Schiavone | 6-3, 7-66      | Parcours |
| 2 | 28/07/2012 | Olympic Tennis Event Wimbledon      | Gazon (ext.) | 1er tour (1/32) | Julia Görges        | 7-5, 6-75, 6-4 | Parcours |
| 3 | 06/08/2016 | Olympic Tennis Event Rio de Janeiro | Dur (ext.)   | 1er tour (1/32) | Zheng Saisai        | 6-4, 7-5       | Parcours |

### En double dames
| # | Date       | Nom de l'olympiade             | Surface      | Résultat        | Partenaire        | Ultimes adversaires                  | Score     |          |
| - | ---------- | ------------------------------ | ------------ | --------------- | ----------------- | ------------------------------------ | --------- | -------- |
| 1 | 11/08/2008 | Olympic Tennis Event Pékin     | Dur (ext.)   | 1er tour (1/16) | Marta Domachowska | Alona Bondarenko Kateryna Bondarenko | 6-3, 6-2  | Parcours |
| 2 | 28/07/2012 | Olympic Tennis Event Wimbledon | Gazon (ext.) | 2e tour (1/8)   | Urszula Radwańska | Liezel Huber Lisa Raymond            | 6-4, 7-63 | Parcours |

### En double mixte
| # | Date       | Nom de l'olympiade                  | Surface      | Résultat       | Partenaire       | Ultimes adversaires            | Score             |          |
| - | ---------- | ----------------------------------- | ------------ | -------------- | ---------------- | ------------------------------ | ----------------- | -------- |
| 1 | 28/07/2012 | Olympic Tennis Event Wimbledon      | Gazon (ext.) | 1er tour (1/8) | Marcin Matkowski | Samantha Stosur Lleyton Hewitt | 6-3, 6-3          | Parcours |
| 2 | 06/08/2016 | Olympic Tennis Event Rio de Janeiro | Dur (ext.)   | 1er tour (1/8) | Łukasz Kubot     | Irina-Camelia Begu Horia Tecău | 4-6, 7-61, [10-8] | Parcours |

## Parcours en Fed Cup
| #                                                                | Date       | Lieu         | Surface         | Gagnante(s)                         | Perdante(s)                         | Score          |          |
|                                                                  |            |              |                 |                                     |                                     |                |          |
| 2009 - Barrage (groupe mondial II) - Pologne - Japon - 3 : 2     |            |              |                 |                                     |                                     |                |          |
| 1                                                                | 25/04/2009 | Gdynia       | Terre (ext.)    | Agnieszka Radwańska                 | Akiko Morigami                      | 6-2, 6-1       | Parcours |
| 1                                                                | 25/04/2009 | Gdynia       | Terre (ext.)    | Agnieszka Radwańska                 | Ai Sugiyama                         | 7-65, 6-1      | Parcours |
|                                                                  |            |              |                 |                                     |                                     |                |          |
| 2010 - 1er tour (groupe mondial II) - Pologne - Belgique - 2 : 3 |            |              |                 |                                     |                                     |                |          |
| 2                                                                | 06/02/2010 | Bydgoszcz    | Dur (int.)      | Agnieszka Radwańska                 | Kirsten Flipkens                    | 6-2, 7-65      | Parcours |
| 2                                                                | 06/02/2010 | Bydgoszcz    | Dur (int.)      | Yanina Wickmayer                    | Agnieszka Radwańska                 | 1-6, 7-66, 7-5 | Parcours |
|                                                                  |            |              |                 |                                     |                                     |                |          |
| 2010 - Barrage (groupe mondial II) - Pologne - Espagne - 1 : 4   |            |              |                 |                                     |                                     |                |          |
| 3                                                                | 24/04/2010 | Sopot        | Moquette (int.) | Agnieszka Radwańska                 | Carla Suárez Navarro                | 6-3, 6-1       | Parcours |
| 3                                                                | 24/04/2010 | Sopot        | Moquette (int.) | María José Martínez                 | Agnieszka Radwańska                 | 6-3, 6-4       | Parcours |
|                                                                  |            |              |                 |                                     |                                     |                |          |
| 2013 - Barrage (groupe mondial II) - Belgique - Pologne - 1 : 4  |            |              |                 |                                     |                                     |                |          |
| 4                                                                | 20/04/2013 | Coxyde       | Dur (int.)      | Agnieszka Radwańska                 | Alison Van Uytvanck                 | 6-2, 6-4       | Parcours |
| 4                                                                | 20/04/2013 | Coxyde       | Dur (int.)      | Agnieszka Radwańska                 | Kirsten Flipkens                    | 4-6, 6-1, 6-2  | Parcours |
|                                                                  |            |              |                 |                                     |                                     |                |          |
| 2014 - 1er tour (groupe mondial II) - Suède - Pologne - 2 : 3    |            |              |                 |                                     |                                     |                |          |
| 5                                                                | 08/02/2014 | Borås        | Dur (int.)      | Agnieszka Radwańska                 | Sofia Arvidsson                     | 6-1, 6-1       | Parcours |
| 5                                                                | 08/02/2014 | Borås        | Dur (int.)      | Agnieszka Radwańska                 | Johanna Larsson                     | 6-4, 6-1       | Parcours |
| 5                                                                | 08/02/2014 | Borås        | Dur (int.)      | Agnieszka Radwańska Alicja Rosolska | Sofia Arvidsson Johanna Larsson     | 6-2, 6-2       | Parcours |
|                                                                  |            |              |                 |                                     |                                     |                |          |
| 2014 - Barrage (groupe mondial I) - Espagne - Pologne - 2 : 3    |            |              |                 |                                     |                                     |                |          |
| 6                                                                | 19/04/2014 | Barcelone    | Terre (ext.)    | Agnieszka Radwańska                 | Sílvia Soler                        | 6-2, 6-2       | Parcours |
| 6                                                                | 19/04/2014 | Barcelone    | Terre (ext.)    | Agnieszka Radwańska                 | M. T. Torró Flor                    | 6-3, 6-2       | Parcours |
| 6                                                                | 19/04/2014 | Barcelone    | Terre (ext.)    | Agnieszka Radwańska Alicja Rosolska | Anabel Medina Sílvia Soler          | 6-4, 6-2       | Parcours |
|                                                                  |            |              |                 |                                     |                                     |                |          |
| 2015 - 1er tour (groupe mondial) - Pologne - Russie - 0 : 4      |            |              |                 |                                     |                                     |                |          |
| 7                                                                | 07/02/2015 | Cracovie     | Dur (int.)      | Svetlana Kuznetsova                 | Agnieszka Radwańska                 | 6-4, 2-6, 6-2  | Parcours |
| 7                                                                | 07/02/2015 | Cracovie     | Dur (int.)      | Maria Sharapova                     | Agnieszka Radwańska                 | 6-1, 7-5       | Parcours |
|                                                                  |            |              |                 |                                     |                                     |                |          |
| 2015 - Barrage (groupe mondial I) - Pologne - Suisse - 2 : 3     |            |              |                 |                                     |                                     |                |          |
| 8                                                                | 18/04/2015 | Zielona Góra | Dur (int.)      | Agnieszka Radwańska                 | Martina Hingis                      | 6-4, 6-0       | Parcours |
| 8                                                                | 18/04/2015 | Zielona Góra | Dur (int.)      | Timea Bacsinszky                    | Agnieszka Radwańska                 | 6-1, 6-1       | Parcours |
| 8                                                                | 18/04/2015 | Zielona Góra | Dur (int.)      | Timea Bacsinszky Viktorija Golubic  | Agnieszka Radwańska Alicja Rosolska | 2-6, 6-4, 9-7  | Parcours |

## Classements WTA en fin de saison

### En simple
| Année | 2004 | 2005 | 2006 | 2007 | 2008 | 2009 | 2010 | 2011 | 2012 | 2013 | 2014 | 2015 | 2016 | 2017 | 2018 |
| Rang  | 941  | 381  | 57   | 26   | 10   | 10   | 14   | 8    | 4    | 5    | 6    | 5    | 3    | 28   | 75   |

Source : (en) Classements de Agnieszka Radwańska sur le site officiel de la Fédération internationale de tennis

### En double
| Année | 2004 | 2005 | 2006 | 2007 | 2008 | 2009 | 2010 | 2011 | 2012 |
| Rang  | 871  | 293  | 212  | 71   | 60   | 46   | 27   | 16   | 100  |

Source : (en) Classements de Agnieszka Radwańska sur le site officiel de la Fédération internationale de tennis